# Барська кераміка

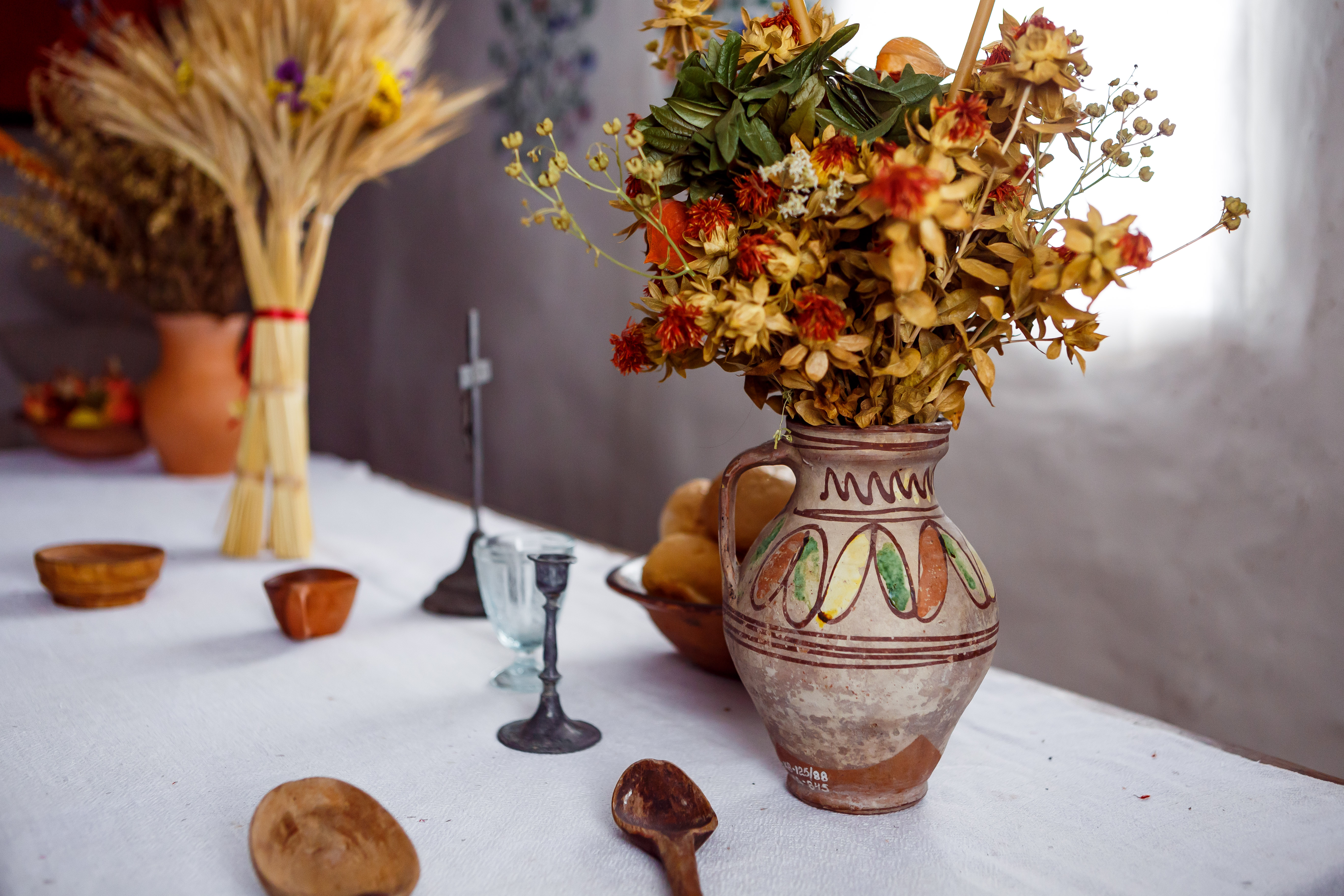
Барська кераміка в інтер'єрі подільської хати (Національний музей народної архітектури та побуту України)

Ба́рська кера́міка — традиційний народний художній промисел, різновид подільської кераміки, включений до Переліку елементів нематеріальної культурної спадщини Вінниччини. Виникла у XVI столітті в місті Бар (сучасна Вінницька область, Україна), період найбільшого розквіту припав на кінець ХІХ — початок ХХ ст. Барські майстри створювали, здебільшого, столові та декоративні вироби: миски, полумиски, тарілки, баньки, глечики, іграшки тощо. Барська кераміка вирізняється білим тлом із характерним каліграфічним розписом брунатним, зеленим, вохристим і жовтим кольорами з ідеальною графікою та вишуканою плавністю ліній. Один із найпопулярніших сюжетів виробів барських майстрів — «птах на яблуневій гілці».

## Історія
Гончарний промисел у подільському місті Бар (сучасна Вінницька область, Україна), за висновками науковців, бере свій початок у XVI столітті. Деякі дослідники пов'язують виникнення цього народного промислу із засновницею міста Бара — польською королевою Боною Сфорца, яка привезла з рідної Італії майоліку —  розписану глазуровану кераміку. На барській землі це мистецтво знайшло благодатний ґрунт: навколо міста були значні поклади глини, а поселення, що активно розвивалося, мало потребу у посуді. В результаті у середині XVI ст. розпочинається історія барського гончарного цеху. Як зазначає дослідник Олександр Прусевич, збереглися відомості про трьох гончарів, які на той час сплачували податки. А вже у 1757 р. в Барі налічувалося 15 гончарських дворів. Однак найбільшого розквіту Барська кераміка набула наприкінці ХІХ — на початку ХХ ст., коли, за даними Юхима Сіцінського, у Барі гончарювала третина місцевого населення.

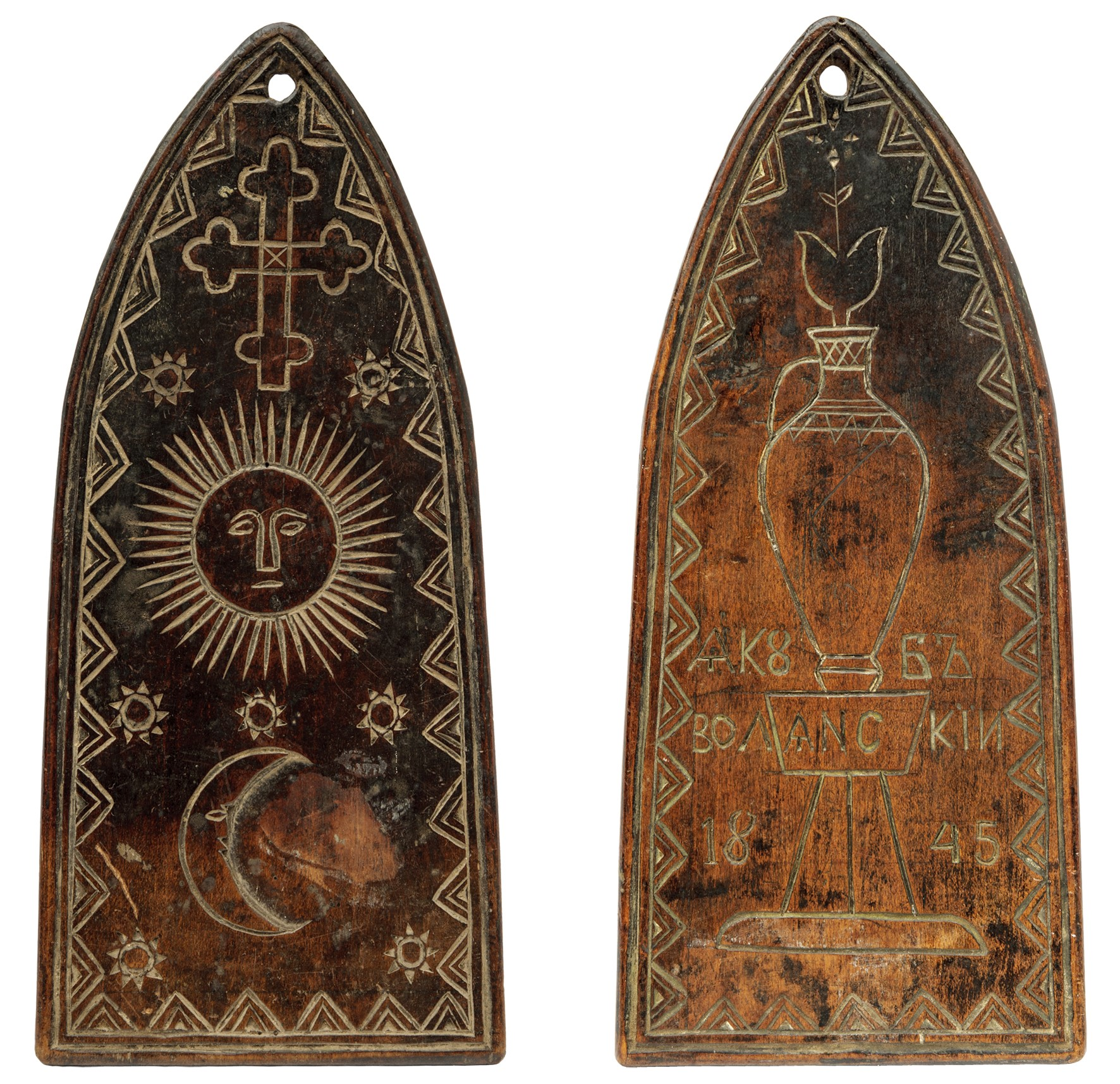
Дерев'яна ціха барського гончарного цеху (цехмістр Якуб Волянський), 1845 рік, із фондів Вінницького обласного краєзнавчого музею.

Місцеві гончарні цехи значно відрізнялися від західноєвропейських професійних ремісничих об'єднань. По-перше, вони постали як результат механічного (зовнішнього) перенесення досвіду, а не місцевого (внутрішнього) розвитку ремесла й ремісництва. По-друге, з'явилися на теренах цього регіону значно пізніше, в період, коли в Німеччині цеховий устрій вже почав занепадати, що, безумовно, позначилося й на організації міського ремесла Польщі, Галичини, західного Поділля, а відтак — Брацлавського воєводства, до складу якого входив Бар. Цеховий устрій мав регламентований характер, який регулювався власним статутом, де чітко прописувалися виробничі, економічні, управлінські і навчальні правила, що їх суворо дотримувалися члени цеху. Суспільна роль цеху була надзвичайно вагомою. Цех брав активну участь в громадському житті, в обороні і розвиткові міста і тому організаційні і виробничі вимоги завжди були першорядними.
З кінця ХІХ ст. до 1930-х рр. у Барі працювали заводи з виробництва дахівки і цегли. Якість барських глин не дозволяла виготовляти вогнетривкий посуд, тому майстри створювали здебільшого столові та декоративні вироби: миски, полумиски, тарілки, баньки, глечики, іграшки, свічники, вази, підвазонники тощо.
Увага дослідників до барського гончарства виникла ще на початку ХХ століття, точніше, в 1912 році, коли за ініціативою Подільського губернського земства було споряджено експедиційне обстеження осередків гончарства в межах губернії. Як результат, безпосереднім учасником обстеження Олександром Прусевичем в 1916 році було опубліковано нарис в збірнику «Кустарные промыслы Подольской губернии» під заголовком «Гончарный промысел в Подольской губернии». Це була перша ґрунтовна дослідницька праця на той час, в основу якої було використано безпосередні експедиційні дослідження в середовищі побутування народного гончарства. В своєму нарисі Олександр Прусевич подає статистичні данні про кількість осередків і кількість задіяних в промислі селян, економічну інформацію про матеріальні і фінансові затрати і прибутки, про умови праці гончарів, про райони збуту продукції і т. д. Вся ця робота була своєрідним підготовчим етапом до запланованої Всеросійської промислової виставки в Києві.
Зокрема, у своїй праці Прусевич наводить дані про те, що в Барі, як і в багатьох інших осередках Поділля, гончарювали лише чоловіки. Але, на відміну від більшості інших гончарних центрів, вони були міщанами. Дослідник проаналізував два «крупні» барські керамічні виробництва. Перше зосереджувалося в родині Петра Маніти, друге — Стаха Желеховського. В обох сім'ях в гончарстві були задіяні й жінки, котрі, як відомо за етнографічними даними, зазвичай розмальовували вироби. Працювали в родинах гончарів 265 днів у році. Майстерня Стаха Желеховського була однією з двох зафіксованих в Подільській губернії, де використовувалася праця найманих робітників (4 особи). Два робітники, харчуючись за свій кошт, отримували 4 рублі за сотню виготовлених посудин, третьому платилося 2 рублі за сотню розписаних мисок. Таким чином, 1912 року вони заробили по 50 рублів кожен. Четвертий найманий працівник за розмелювання матеріалів для фарб отримував упродовж року одяг, взуття та харчі на загальну суму 36 рублів.
Подає у своїй праці О. Прусевич дані про те, що Барську кераміку продавали не лише на подільських ярмарках. Наприклад, 1907 року мальованих мисок у Бесарабську губернію скупники вивезли залізницею з Бару 6 тисяч пудів (96 тонн). З цього можна зробити висновки про потужність гончарного виробництва в Барі на початку ХХ століття.
У 1920–1930-х рр. головним осередком гончарного виробництва в Барі стає артіль «Червоний керамік», яка діяла на околицях міста й була настільки прибутковою, що покривала перевитрати інших цехів, зокрема цегельного.
Однак вже у 30-х роках ХХ ст. гончарство у Барі занепадає. Зумовлено це, з одного боку, розвитком і утвердженням промисловості, що спричинило занепад і зникнення кустарних народних промислів, в тому числі і цехового гончарства, а з іншого — політичними потрясіннями ХХ століття, такими як війни, Голодомор, примусова колективізація та сталінський терор, репресивна машина якого поставила за мету винищити місцевих гончарів-«одноосібників» як клас. 
Після прийняття на XV з'їзді ВКП(б) курсу на колективізацію, гончарів, як і ін. кустарників примушували вступати в колгосп або працювати в колгоспних гончарнях або артілях. На Поділлі в 1926 р. існувало 3 артілі. В 1929 р. почався масовий колгоспний рух, важких втрат зазнали гончарі під час Голодомору 1932-33 рр. В більшості гончарних осередків кількість гончарів скоротилася в кілька разів, а в деяких залишилося по 1-2 гончарі. Тільки майстри, які працювали в колгоспних майстернях чи артілях, мали змогу в вільний час займатися гончарством також і вдома. В цей час зникли вироби з підполив'яним малюванням, так як вони були дозволені лише в артілях, припинили існування також великі майстерні з найманою працею. На гончарів були накладені великі податки, а за порушення закону руйнували горни і гончарні круги.
У 50-60-х роках ХХ ст. помирають останні барські цехові майстри, відтоді традиція гончарства в Барі переривається.

## Особливості виготовлення та розпису
Як зазначав Прусевич, для виготовлення своїх виробів гончарі Бару використовували «глей» жовтого та бурого кольору, що залягав на «городських полях» на глибині 1-2 м і копався відкритим способом — «ямами». І хоча пласт був досить потужним — товщиною близько 4 м [3, с. 47-48], за кількастолітнє існування промислу родовище, очевидно, виснажилося.
Завідувач Вінницького історико-побутового музею (нині — Вінницький обласний краєзнавчий музей) Густав Брілінг, за ініціативи якого у 1920-х роках активно проводилися етнографічні експедиції Поділлям, дослідив процес виготовлення керамічних виробів — від замішування глини до випалювання, вивчено основні мотиви орнаментики. В залежності від розпису, Барську кераміку можна умовно розділити на два періоди: ранній (до початку ХХ ст.) та пізній (починаючи з 1920-х рр.). Головною ознакою першого є біле тло. Крім характерних для всієї України брунатної, зеленої і вохристої фарб, барські майстри використовували жовту й вохристу з характерним рожевуватим відтінком. Для другого періоду характерний розпис з геометричним орнаментом по червоному, брунатному та навіть чорному фону.
За висновками сучасних мистецтвознавців та майстрів-гончарів, свої вироби Барські майстри створювали без попередніх ескізів. Після ліплення глина тиждень сохла в природних умовах, потім виріб випалюється у печі від 850 до 900 °C, після чого його розмальовують та глазурують, а потім ще раз випалюють при такій же температурі.

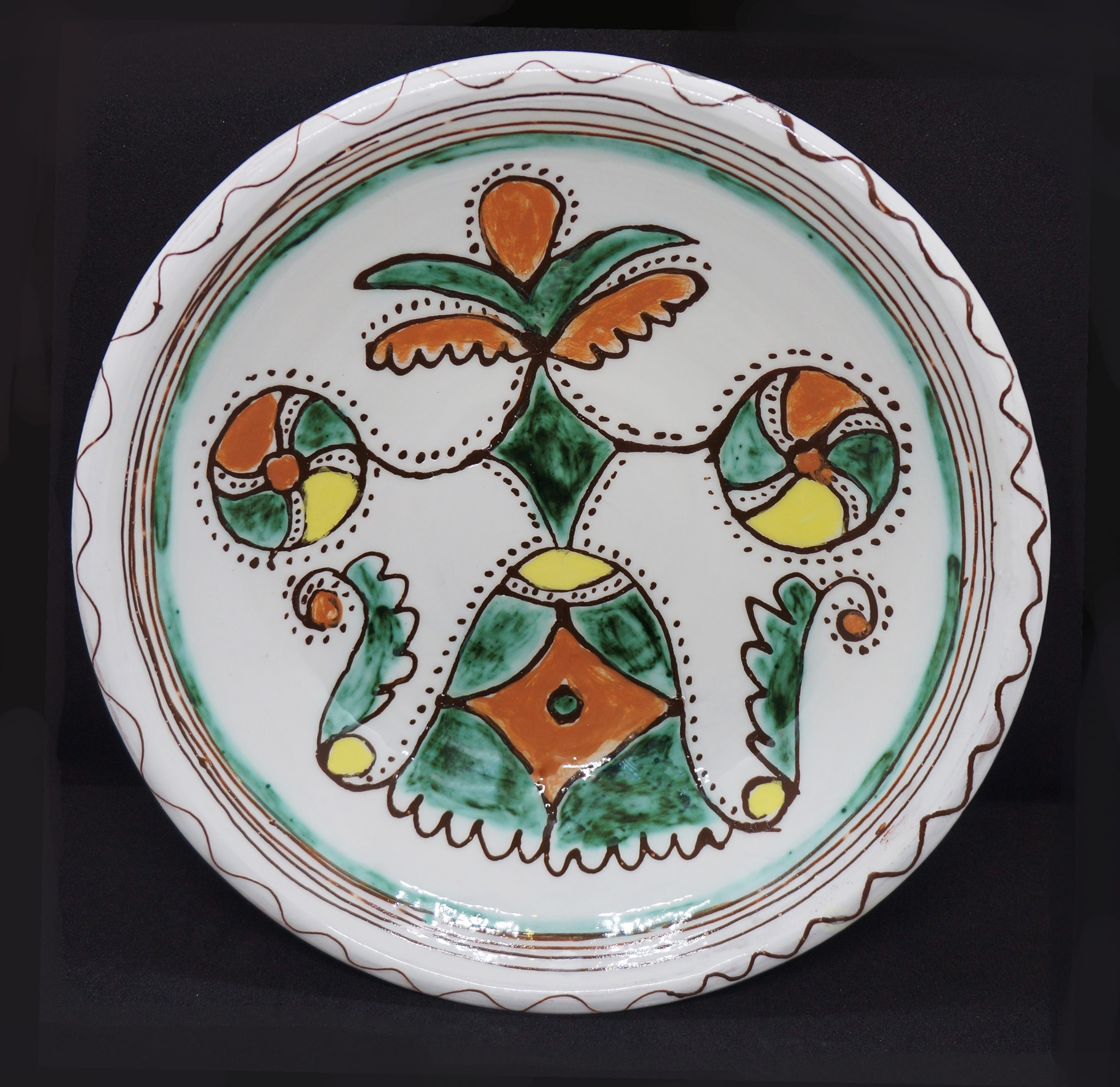
Михайло Діденко. Миска «Вазон» (за мотивами Барської кераміки), 2019 р.

Детально описує процес створення барської миски сучасний майстер-гончар Михайло Діденко.
Оскільки для барської кераміки характерне біле тло, то спершу миску треба пофарбувати білим ангобом, для цього підходить і біла глина. Важливо, щоб ангоб добре тримався на виробі, оскільки, за великої розбіжності коефіцієнтів термічного розширення, після випалювання чи глазурування ангоб може відлущуватись. Такі труднощі спостерігались у деяких осередках гончарства на Поділлі. Тло можна зафарбовувати пензлем або поливати чи опускати миску в рідкий розчин, як це колись робили. Далі вона повинна трохи підсохнути, стужавіти. Після чого за допомогою гончарного кола робиться „відводка“ — рівні концентричні лінії на вінцях миски, потім наносяться контури малюнка темно-коричневого кольору. Колись для цього слугував коров'ячий ріг, у який наливався ангоб, нині використовують медичні груші, до яких прилаштовують спеціальні носики, щоби зменшити вихідний отвір. Намалювавши контури можна розфарбовувати, традиційно використовувати теракотовий, зелений, інколи жовтий колір. Теракотовий ангоб можна робити на основі звичайної глини, з якої виготовляється миска, колись, імовірно, так і робили. Зелений ангоб робили, додаючи оксид міді до білої глини, приблизна пропорція 1:10, і лише після глазурування він проявлявся як зелений. Лише оксид міді надає акварельну прозорість та особливу декоративність, яку ми бачимо в традиційних барських мисках.

Зафарбовувати контури можна пензлем чи спринцівкою, колись для цього, можливо, використовували перо. Цікаво те, що в більшості старовинного посуду зафарбовування замкненого контуру могло робитись одним мазком, залишаючи прогалини чи подекуди виходячи за контур.— 
За своїми стилістичними ознаками продукція Барських гончарів, на перший погляд, є подібною до виробів суміжних подільських гончарних осередків — Смотрича (сучасна Хмельницька обл.) і Шаргорода (сучасна Вінницька обл.). Всі три осередки виробляли посуд, що мав розпис на білому тлі. Однак, їхні вироби мають принципові відмінності. Найзручніше їх прослідкувати на прикладі мисок, що відрізняються між собою стилем розпису, формою вінця та характером самої форми миски. Миски барських гончарів мають чітку конічну форму і специфічне вінце, яке відсутнє в смотрицьких чи шаргородських мисках. Порівняно з барськими мисками, шаргородські мають явно виражену опуклу сферичну форму і така відмінність у формі мисок цих двох осередків послідовно прослідковується, маючи постійну наявність у виробах всіх шаргородських майстрів. Такої ж стабільної послідовності у формотворенні дотримувалися барські і смотрицькі гончарі. Розписи гончарів Бару і Шаргороду стилістично близькі, але мають свої особливості в загальній композиції розпису: шаргородські гончарі розписом щільно заповнювали весь внутрішній простір миски, в той час як барські майстри, за рідким виключенням, розпис компонували в центрі миски, залишаючи значну частину сферичного простору вільним і чистим.

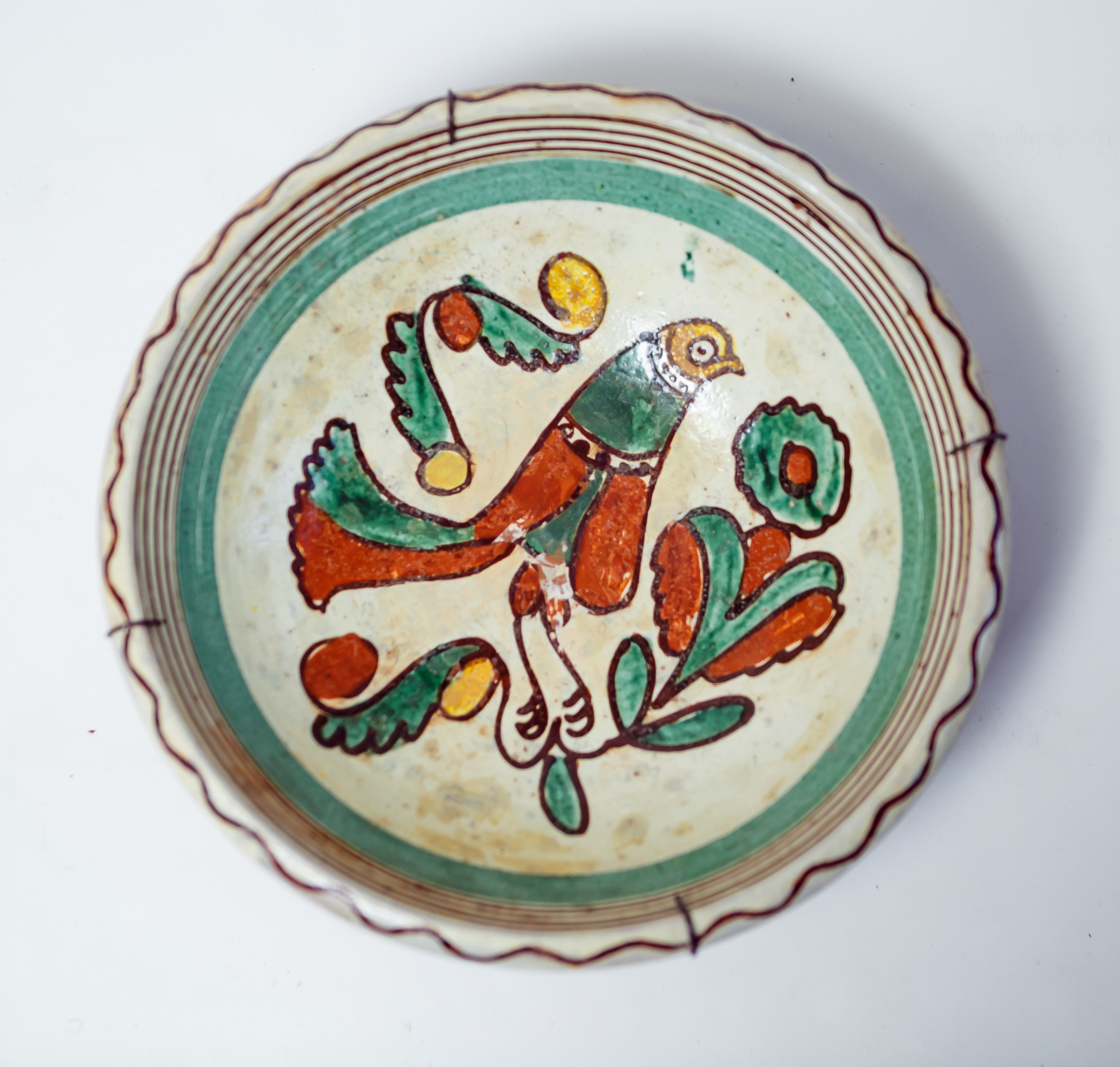
Миска з зображенням птаха, Бар, кін. ХІХ ст., з фондів НМЗУГ в Опішному (колекція Володимира Титаренка)

Можна виділити наступні композиційні системи, за якими барські мискарі створювали сюжети своїх виробів. Це: «зірка», «хрест», «вазон» («дерево життя»), «гілка», «вінок». Ці зображення мають свій сакральний зміст та корінням сягають ще мистецтва часів Київської Русі. Особливо популярним було зображення «птаха на яблуневій гілці» (на відміну від «птаха на калиновій гілці», що її вживали в своїх розписах смотрицькі гончарі). Барські майстри послідовно дотримувалися стійкого «каліграфічного» і однотипного трактування свого образу птаха на гілці, проявляючи бездоганну графіку ліній.

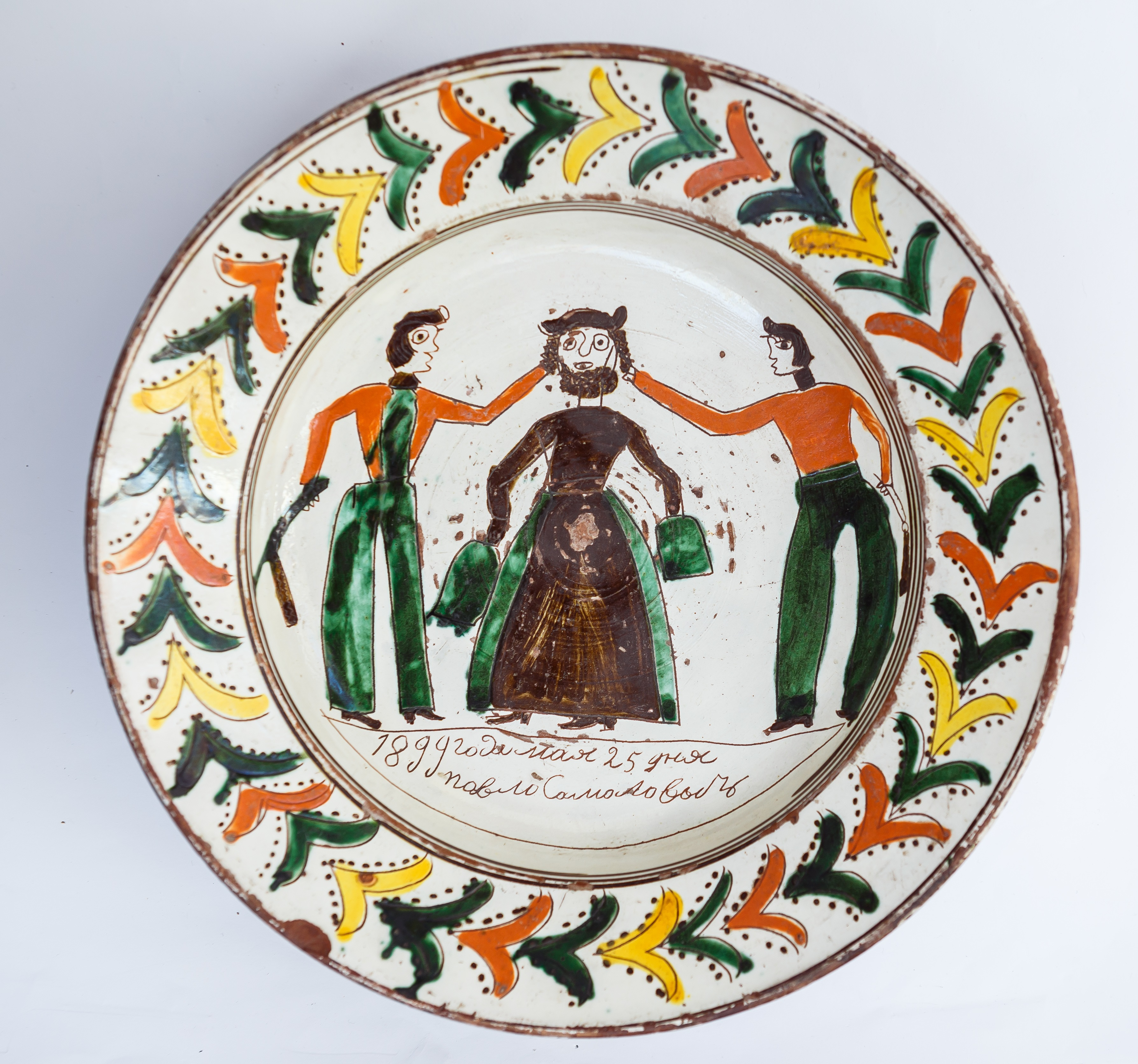
Павло Самолович, полумисок «Арешт шинкаря», 1899 рік, зібрання Вінницького обласного художнього музею.

Ще однією значущою особливістю є те, що барські миски — єдині серед гончарних осередків Поділля, на яких зустрічається сюжетний розпис. Найімовірніше, першим використав сюжетний розпис у своїх роботах один із найвідоміших барських майстрів Павло Самолович (Самойлович), який, у підполив'яне малювання запровадив ритований контур і зображення побутових сцен. Він навчався у Коломийській гончарній школі й зазнав впливу гуцульської кераміки. Однак, твори П. Самоловича позначені низкою специфічних рис і свідчать не про копіювання, а про творче переосмислення системи розписів Прикарпаття.

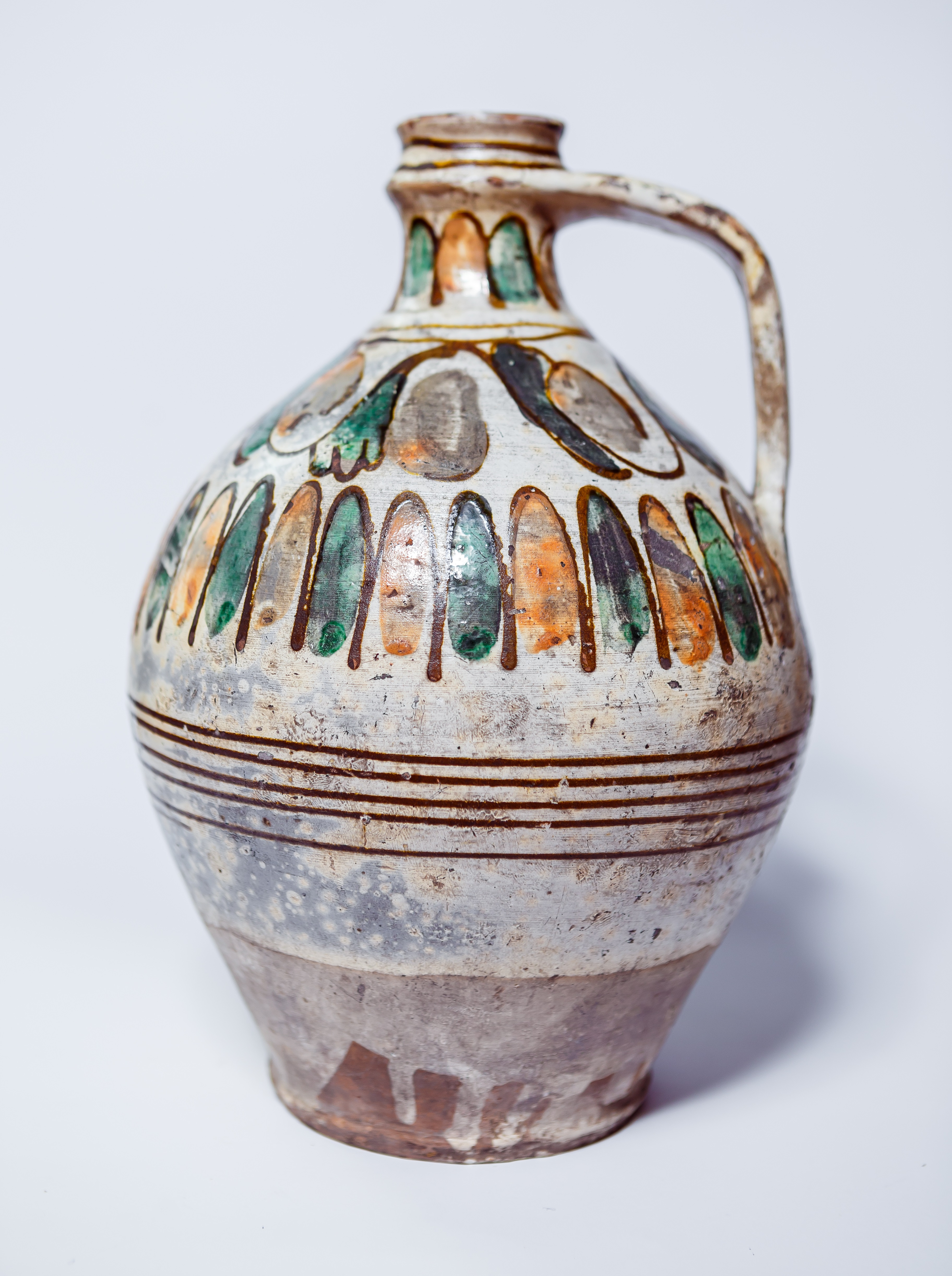
Банька з рослинним орнаментом, Бар, поч. ХХ ст., зібрання Музею етнографії та художнього промислу Інституту народознавства НАН України

Окрім мисок, невід'ємною складовою барського гончарства є виготовлення різноманітних корчаг, баньок, глеків, дзбанків, у яких повною мірою проявилося високе мистецтво гончарного формотворення на крузі. Барські баньки й корчаги, як правило, покривалися ззовні білим ангобом і розписувалися підполив'яним розписом зеленими, червоними та брунатно-коричневими фарбами. Характерними для цієї форми є розписи у верхній частині тулуба посудини з мотивами «заячих вушок», гірлянд, квітів.
Ще однією особливістю є те, що Бар був одним із найвідоміших осередків виготовлення керамічної іграшки в Україні. Дослідники Людмила Грегус і Олександр Найден у своїх роботах говорять про Барську кераміку як один із небагатьох центрів створення іграшки не тільки для власних потреб, а й на продаж.

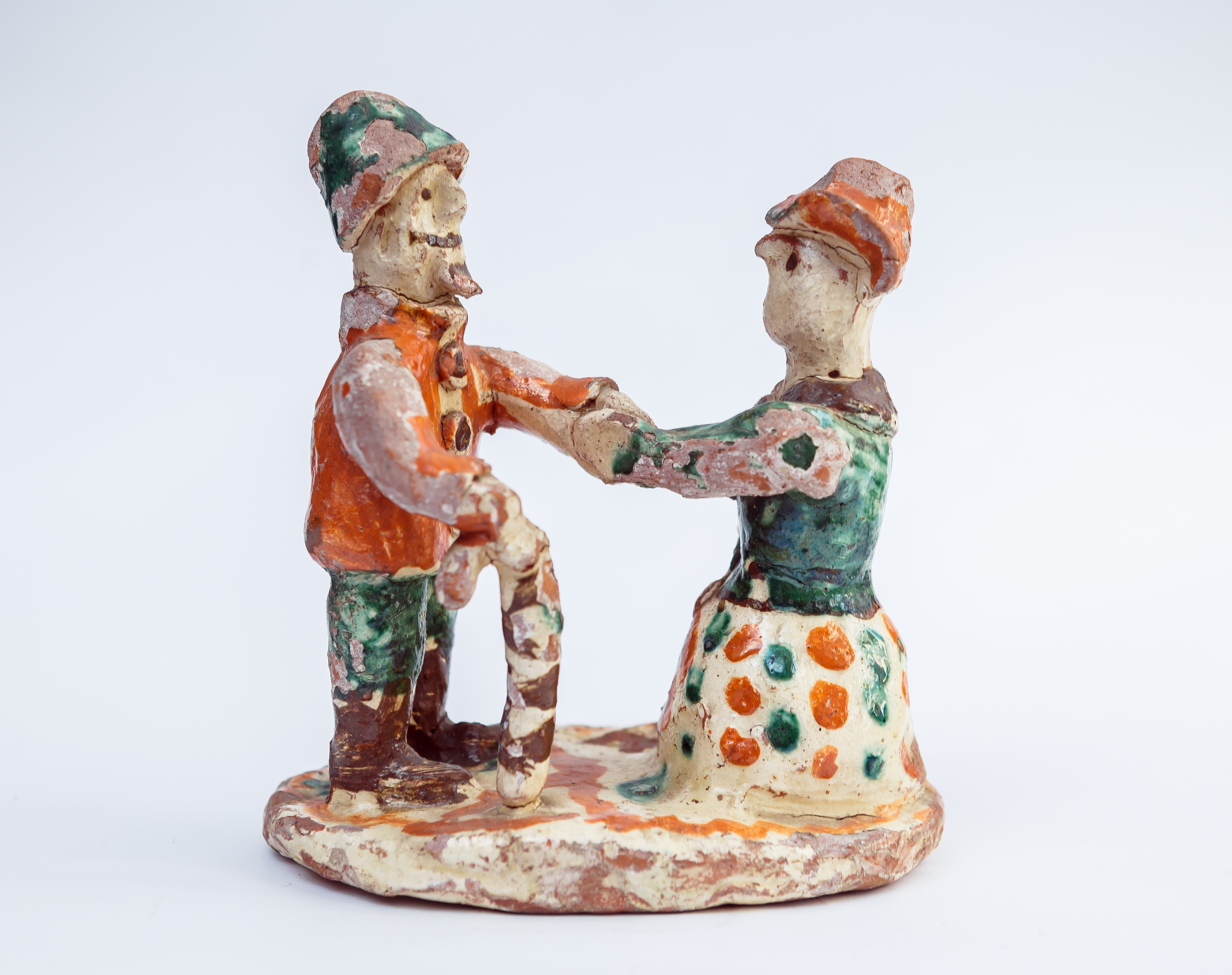
Керамічна композиція «Танець», Бар, кін. ХІХ — поч. ХХ ст., зібрання Вінницького обласного художнього музею.

Найчастіше, це були фігурки жінок, птахів та тварин, а також «базарове» — мініатюрні копії посуду (глечики, горнятка, мисочки), які колись наші предки отримували від гончарів як решту за проданий товар та приносили гратися дітям. Зустрічаються також складніші композиції, як, наприклад, іграшка «Танець», що зберігається у фондах Вінницького обласного художнього музею. Декорувалися іграшки, як правило, досить просто: геометричним орнаментом або заливкою кількома фарбами.
Упродовж першої третини ХХ ст. в стилістиці розписів Бара відбулися значні зміни: поступово припиняється виробництво білофонних мисок, полумисків, баньок, дзбанків з рослинною орнаментикою, зображеннями птахів і сюжетними розписами. Речі другої половини 1910-1920-х років докорінно відрізняються від «класичного» Бара.

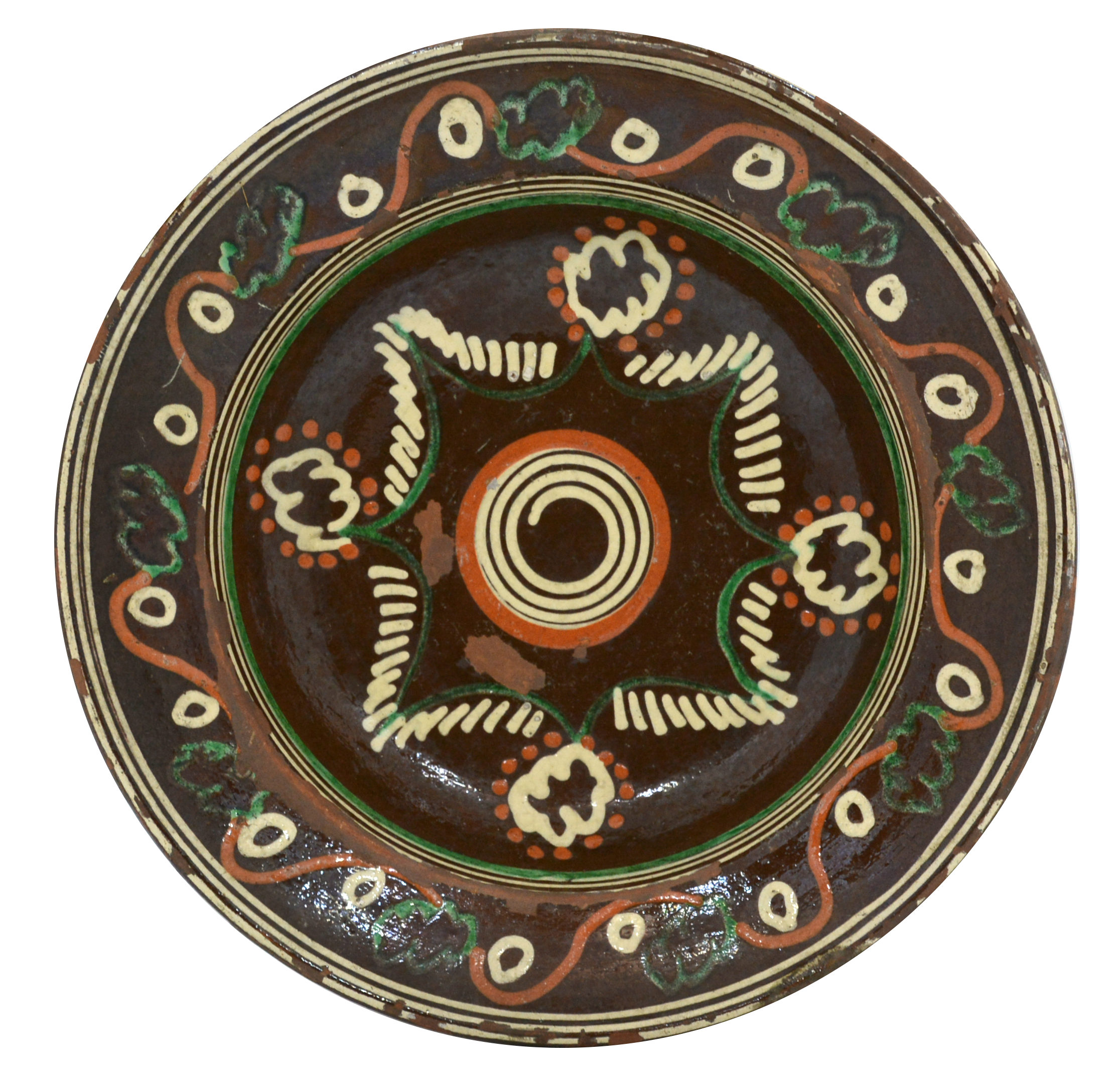
Полумисок, Бар, 1920-ті рр., зібрання Вінницького обласного краєзнавчого музею

В цей час поширюється темно-брунатне (майже чорне) або коричнево-вохристе (без обливання) тло й майже зникає контурний розпис. Використовуються переважно геометричні мотиви. Можна припустити, що збільшення попиту на гончарний посуд в часи громадянської війни та в роки розрухи викликало необхідність прискорення розписів, а застосування геометричної орнаментики якраз дає змогу працювати швидше й не потребує такої майстерності, як, наприклад, виведення ріжком зображення птаха. Не треба забувати також і про залежність колориту розписів від наявності сировини. Можливо, саме в цей час з якихось причин зменшується кількість побілу. Про зникнення білофонних розписів писала наприкінці 1920-х років М. Фріде: «…Тепер білі миски роблять переважно у Смотричі, але літ двадцять тому робили їх і в Барі» (тобто на початку ХХ століття). І далі: «На жаль цей розпис зник тепер <…>. Барські гончарі почали виробляти миски з звичайним безсюжетним орнаментом на червоному тлі».

## Сьогодення
Отже, в силу різних соціально-економічних, політичних, культурних причин гончарство в Барі з першої чверті ХХ століття поступово занепадає і з 50-х років історія славнозвісної Барської кераміки переривається. На кілька десятиліть про колись потужний народний промисел, який наніс Бар на мапу найвагоміших гончарних осередків не лише Поділля, а й України, забувають навіть на його батьківщині. Однак несподівано у другій половині 1970-х років інтерес до старовинних керамічних виробів барських майстрів у далекому Петербурзі проявив майбутній заслужений діяч мистецтв України Володимир Титаренко. Як згадує сам Володимир Васильович, в 1975 році в Російському етнографічному музеї він вперше познайомився з Барською керамікою. 
Закінчивши у 1977 році інститут із дипломом мистецтвознавця, Володимир Васильович повертається до Вінниці, де починає працювати в Обласному будинку народної творчості [Архівовано 21 лютого 2022 у Wayback Machine.]. Нова посада відкривала широкі перспективи для «роботи в полі» — етнографічних експедицій Поділлям, передовсім селами. Зовсім не дивно, що одним із перших своїх експедиційних пунктів мистецтвознавець обрав саме Бар.
Однак там на нього чекало розчарування. Як згадує Володимир Васильович, на той час ні мешканці, ані місцева влада Бару не виявляли до своєї кераміки жодного інтересу. В районному музеї вдалося розшукати лише зелений штоф, який, за словами завідувача, «гончареві Павлу Самоловичу на початку 1900-х років вручили за участь у виставці у Санкт-Петербурзі».

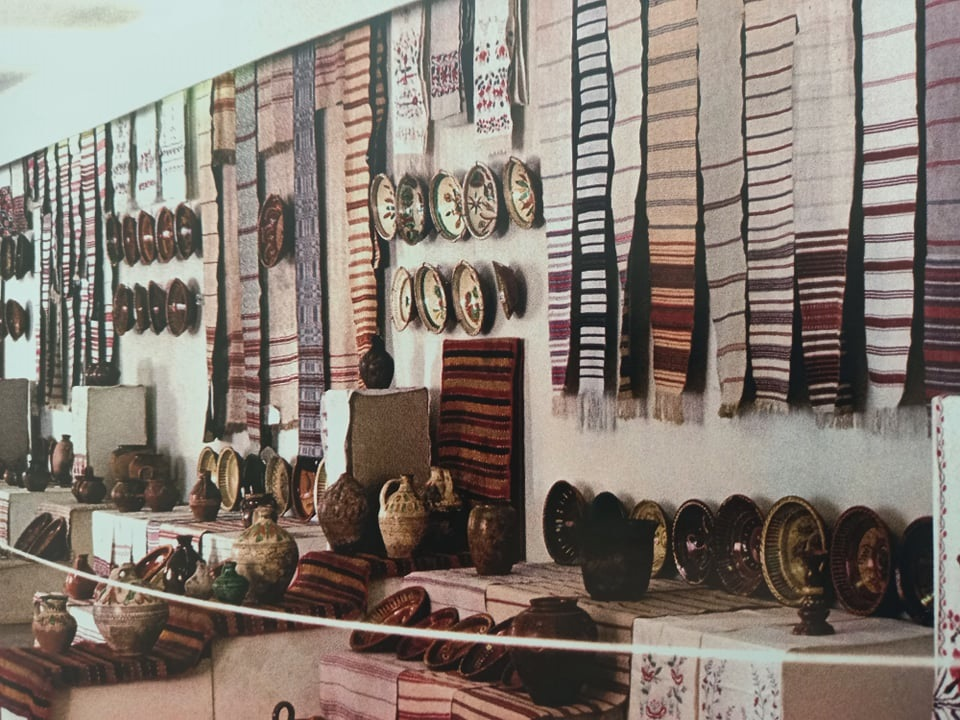
Барська кераміка на виставці народного мистецтва Вінниччини з музейних та приватних колекцій, м. Вінниця, 1980 рік (ілюстрація з альбому В. Титаренка «Миски Поділля»)

Черговою віхою у відродженні забутої слави Барської кераміки став 1980 рік. Тоді у Виставковій залі обласної організації Спілки художників відбулася виставка народного мистецтва Вінниччини з музейних та приватних колекцій, автором ідеї та організатором якої став Володимир Титаренко. Поміж рушників, писанок і гончарних виробів з різних осередків Поділля, яскравою зіркою засвітилася і Барська кераміка.
З наближенням Незалежності поступово до витоків своєї народної культури повертаються і в Барі. Зокрема, на зламі 1980—1990 рр. осередками збереження нематеріальної культурної спадщини стають навчальні заклади: при школах діють музеї, а в Барському автодорожньому технікумі (нині — Барський фаховий коледжу транспорту та будівництва НТУ) силами викладачки (а з 2001 року — заступниці директора) Галини Крамар створюється етнографічна світлиця. Інтерес до вивчення Барської кераміки проявляє краєзнавець, учитель (а потім і завуч) Барської школи-інтернат (нині — Барського закладу загальної середньої освіти № 4), майбутній Почесний громадянин міста Микола Йолтуховський. Від нього досвід переймають і представники молодшої генерації, зокрема викладачка методики образотворчої діяльності Барського педагогічного училища (нині — КЗВО «Барський гуманітарно-педагогічний коледж ім. М.Грушевського») Тетяна Січко.
Справжнє відродження традицій Барської кераміки розпочинається у 2017 році, коли старовинні вироби барських гончарів починають відтворювати відомі майстри Вінниччини: Людмила Філінська, Вікторія Ніколаєва, Михайло Діденко, Володимир Слубський, Сергій та Світлана Погонці (значним поштовхом до цього та джерелом натхнення, зокрема, став  альбом Володимира Титаренка  «Миски Поділля», виданий у 2007 році), пізніше до них долучилися Ольга Цибуля, Наталія Лавренюк та Василь Рижий. Саме із цією творчою когортою знайомиться Барський міський голова (у 2015—2020 рр.) Артур Цицюрський. До того часу у Барі вже активніше просувається тема місцевої кераміки, зокрема у грудні 2015 року, в ході загальнодержавної декомунізації, старовинну назву «Гончарна» повернули вулиці Володарського, на якій історично проживали барські майстри (про що свідчать і матеріали археологічних досліджень, зокрема археолога Віктора Косаківського).
У 2018 році, за ініціативи міського голови Артура Цицюрського, від Барської міської ради на конкурс Українського культурного фонду було подано проєкт «Відродження традицій Барської кераміки», який отримав грант у розмірі 202 тисячі грн. Над проєктною заявкою працювала ініціативна група на чолі зі спеціалістом з інвестиційної політики міськради Сергієм Мірчуком, безпосередню реалізацію проєкту очолив спеціаліст з питань культури та туризму, фізкультури, молоді та спорту соціально-гуманітарного відділу Роман Григор'єв. Також до команди проєкту увійшли: режисер міського театру Ірина Дєдова, майстри-гончарі Вікторія Ніколаєва, Людмила Філінська, Михайло Діденко, Оксана Ропотілова.

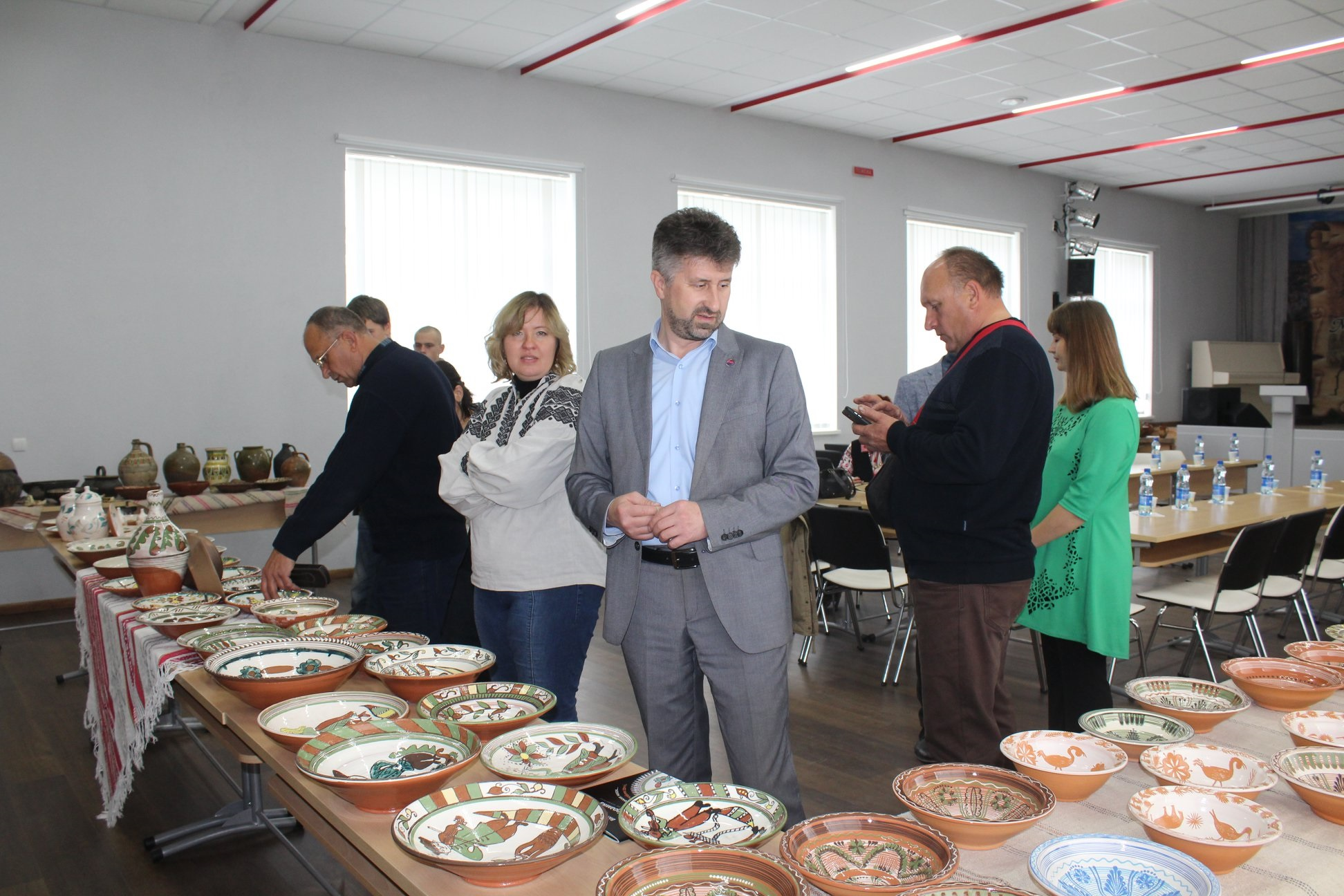
Обласний науково-практичний семінар «Відродження традицій Барської кераміки» (м. Бар, Дім польський, 20 жовтня 2018 р.)

В ході реалізації проєкту 20 жовтня 2018 року, на базі Польського дому в Барі, було проведено перший обласний науково-практичний семінар «Відродження традицій Барської кераміки», до якого, окрім гончарів-практиків, долучилися місцеві освітяни, краєзнавці, заслужений діяч мистецтв України, провідний методист Вінницького ОЦНТ Володимир Титаренко та заступник директора центру Олена Назарець. Цей науковий захід дав поштовх подальшій діяльності із відродження Барської кераміки та мав дійсно вагоме практичне значення, зокрема в результаті доповіді Володимира Титаренка та Михайла Діденка було розвінчано помилкове уявлення барчан про «візитівку» Барської кераміки — зображення птаха на гілці, адже іще у виданнях радянського періоду ілюстраціями барських мисок подавали «зозулю на калині», що характерна Смотрицькій кераміці. Ґрунтовний аналіз художньо-стилістичних особливостей та відмінностей трьох давніх подільських гончарних осередків: Бара, Шаргорода та Смотрича дозволив усім присутнім чітко розмежувати їх вироби. Про значимість семінару свідчать також слова Володимира Васильовича, який зазначив: «я чекав цього моменту сорок років».
21 жовтня, в рамках ІІ міжнародного фестивалю «AppleBar», було проведено перший гончарний пленер (а, точніше, серію майстер-класів із гончарного мистецтва) на центральному майдані, а також у подальшому на базі Барського ЗЗСО № 1 та БГПК ім. М. Грушевського.
В листопаді 2018 року команда проєкту здійснила експедицію музеями України (Національний музей народної архітектури та побуту України, Національний центр народної культури «Музей Івана Гончара», Національний музей історії України, Національний музей-заповідник українського гончарства в Опішному), де віднайшли зразки Барської кераміки, що лягли в основу видання буклету та фотоальбому «Барська кераміка» [Архівовано 21 лютого 2022 у Wayback Machine.] [Архівовано 21 лютого 2022 у Wayback Machine.]. Спілкування із працівниками музеїв було продуктивним та свідчило про те, наскільки незрівнянно вищим є розуміння художньої цінності Барської кераміки за межами Бару.
Однак, по завершенні грантового проєкту, робота над відродженням традицій Барської кераміки не зупинилася. Уже наступного, 2019 року, з 23 по 27 вересня відбувся другий гончарний пленер у Барі, де майстер-класи відвідали понад 400 вихованців, учнів та студентів закладів освіти Барського району. Окрім уже відомих Бару Вікторії Ніколаєвої, Михайла Діденка та Людмили Філінської до проведення майстер-класів долучилася викладач Вінницької ДМШ № 2 Оксана Верхова-Єднак.
Проведення гончарного пленеру в Барі, заплановане на 2020 рік, було скасовано через пандемію COVID-19 та введення загальнодержавних карантинних обмежень. Однак у 2020 році на базі Барського ЗЗСО І-ІІІ ст. № 4 за сприяння міської влади вдалося відкрити навчально-показову майстерню-студію «БарВінОк» під керівництвом Максима і Тетяни Біньковських. Починаючи з 2021—2022 навчального року студія продовжує роботу в Барі на базі освітньо-мистецького простору «Емоджі».
Знаковою для відродження Барської кераміки стала співпраця із Харківською державною академією культури, започаткована у тому ж 2020 році. 10-14 серпня до Бару завітали завідувач кафедри історії, музеєзнавства та пам'яткознавства ХДАК, доктор культурології, археолог, кераміст й етнограф Анатолій Щербань, доцент кафедри культурології ХДАК, кандидат культурології, фахівець із урбаністики й культурної комунікації Наталія Шолухо та громадський активіст, барчанин Петро Радзіх. Підсумком візиту став круглий стіл, проведений в читальному залі Барської публічної бібліотеки, під час якого фахівці з Харкова поділилися з місцевими активістами і краєзнавцями своїми спостереженнями щодо можливостей розвитку міста, музеєфікації пам'яток і дослідження Барської кераміки, а з метою подальшої співпраці було підписано меморандум між Барською міською радою та кафедрою історії, музеєзнавства та пам'яткознавства ХДАК. Окрім того, Анатолій Щербань, аби збагатити колекцію майбутнього музею кераміки в Барі, подарував барчанам шаргородську миску з особистої колекції.

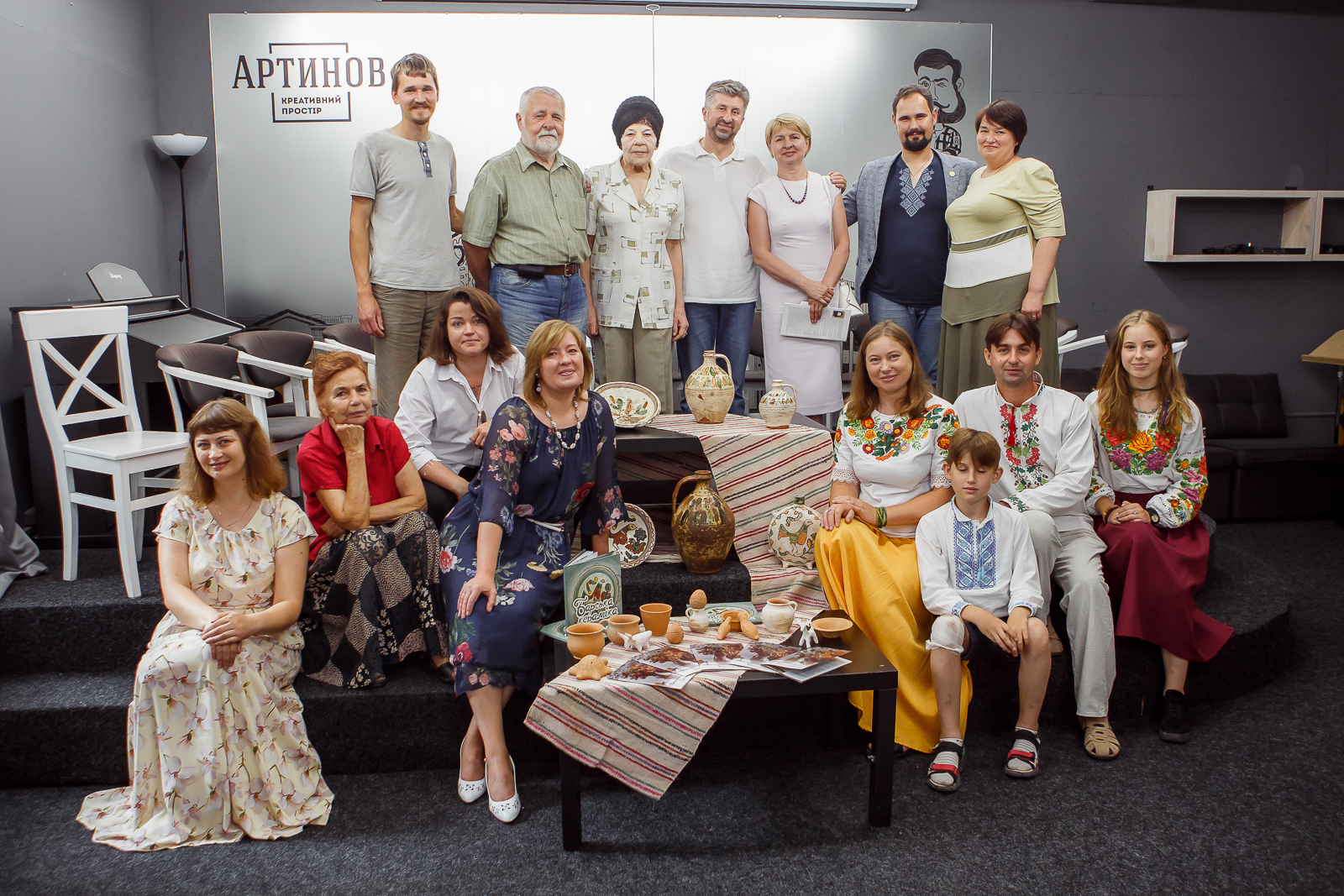
Учасники стартової прес-конференції проєкту «Відродження традицій Барської кераміки v.2.0» (м. Вінниця, липень 2021)

Однак кульмінацією усієї діяльності із ревалоризації Барського гончарства за останні кілька десятиліть став черговий етап проєкту під назвою «Відродження традицій Барської кераміки v.2.0», поданий на конкурс Українського культурного фонду у 2021 році. Проєктна заявка була напрацьована тією ж командою, що із 2018 року займалася розвитком барських гончарних традицій, тільки уже не від міської ради, а від Громадської організації «Барський міський художній аматорський театр» (ГО «Барський МХАТ») спільно із Харківською державною академією культури. В результаті оцінки експертної комісії заявка барчан отримала 470 балів та 3 місце серед 233 заявок зі всієї України, поданих на ЛОТ «Культурна спадщина» програми «Інноваційний культурний продукт» Українського культурного фонду. Загальний бюджет проєкту склав 637 тисяч грн.
У квітні 2023 року елемент «Традиція орнаментального розпису Барської кераміки» за поданням ГО «Народний музей Барської кераміки» включено до Переліку елементів нематеріальної культурної спадщини Вінниччини.

## Проєкт «Відродження традицій Барської кераміки»
Проєкт «Відродження традицій Барської кераміки v.2.0» став продовженням однойменного проєкту, реалізованого за підтримки УКФ у 2018 р. Цього разу, реагуючи на виклики пандемії, команда громадської організації «Барський міський художній аматорський театр» вирішила спільно з Харківською державною академією культури, Українським центром культурних досліджень та управлінням культури та креативних індустрій департаменту гуманітарної політики Вінницької облдержадміністрації створити тримовний віртуальний 3-D музей Барської кераміки, у якому зібрати та систематизувати раніше виявлені зразки виробів та ті, що були знайдені та зафіксовані в ході науково-пошукових експедицій Вінниччиною та музеями України, в яких побувала команда проєкту влітку 2021 року. З метою популяризації Барської кераміки як подільського бренду розроблено також портфель сувенірно-навчальної продукції.

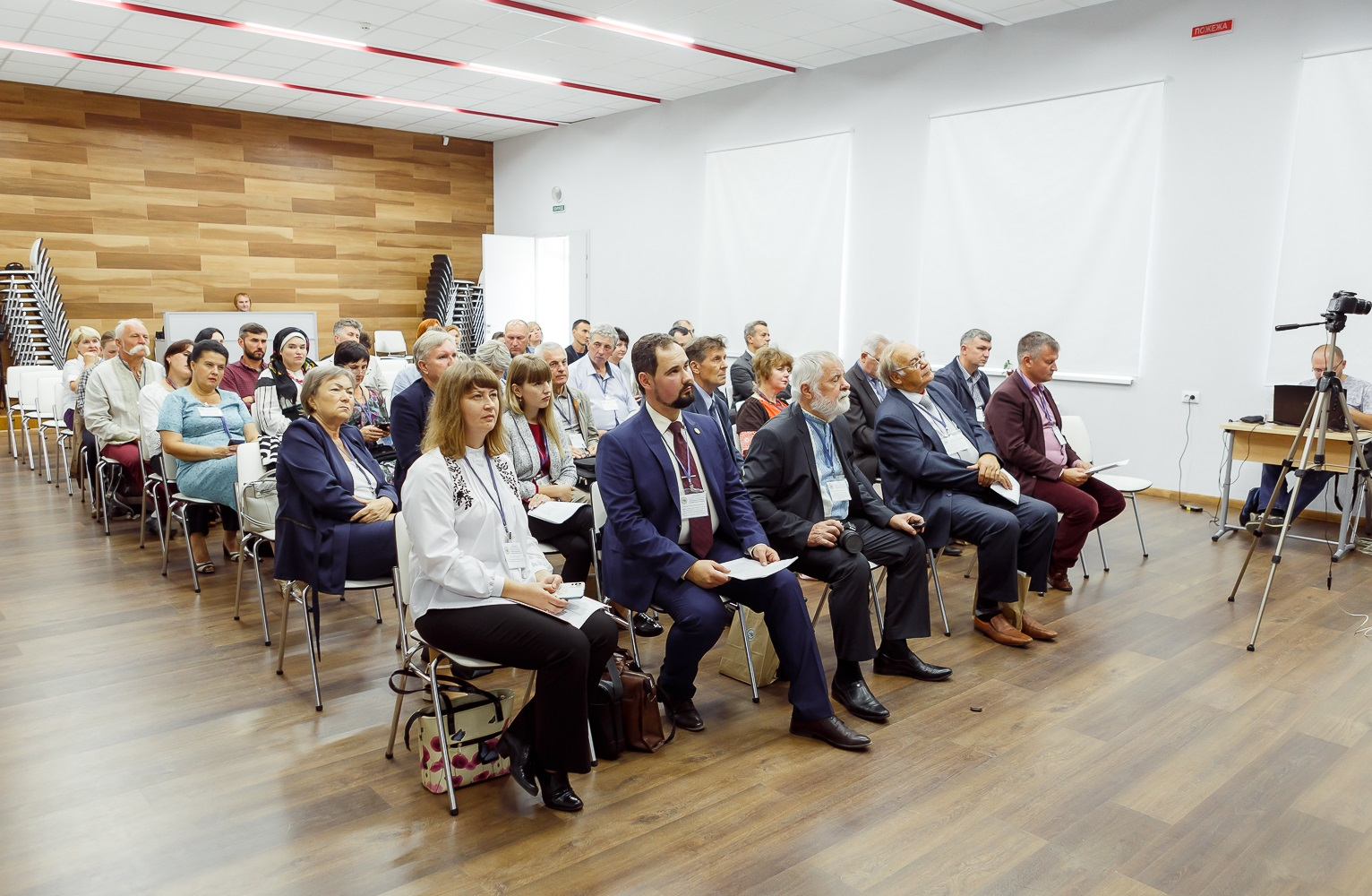
Учасники Всеукраїнської конференції з міжнародною участю «Місце Барської кераміки у гончарній спадщині України» (м. Бар, Дім польський, 12 вересня 2021)

Кульмінацією наукової складової проєкту стало проведення 12 вересня 2021 року у місті Барі на базі Польського дому Всеукраїнської конференції з міжнародною участю «Місце Барської кераміки у гончарній спадщині України», участь у якій взяли 52 доповідачі з 7 областей України та Республіки Польщі. Вони виступили із 42 темами доповідей, у яких представили історичні розвідки, петрографічні характеристики, огляди колекцій Барської кераміки в музеях України та Європи, результати археологічних досліджень та кращі традиції відродження керамічних виробів в умовах сьогодення. Серед учасників конференції: 6 докторів та 14 кандидатів наук, працівники музеїв (від місцевих до національних), обласних центрів народної творчості, співробітники підрозділів Національної академії наук України (Інституту археології, Інституту народознавства, Інституту історії України, Інституту мистецтвознавства, фольклористики та етнології ім. М. Рильського), професори, доценти та викладачі закладів вищої освіти України, мистецтвознавці та практики-керамісти із гончарних осередків Вінниччини, Кіровоградщини та навіть Польщі. Одинадцять учасників конференції мали високі звання «почесний» та «заслужений», а троє — статус академіків. Конференція дозволила систематизувати усі напрацювання вітчизняної наукової спільноти на тему Барської кераміки.
Яскравим акцентом конференції стала виставка автентичних  зразків Барської кераміки, зібраних з музеїв, світлиць та приватних колекцій Бару, Вінниці та Харкова, а приємним бонусом — ярмарок-продаж, на якому відвідувачі мали можливість придбати сучасні керамічні вироби у стилістиці Барської кераміки: миски, полумиски, тарілки, горнята, глечики, значки, магніти, прикраси та іграшки.

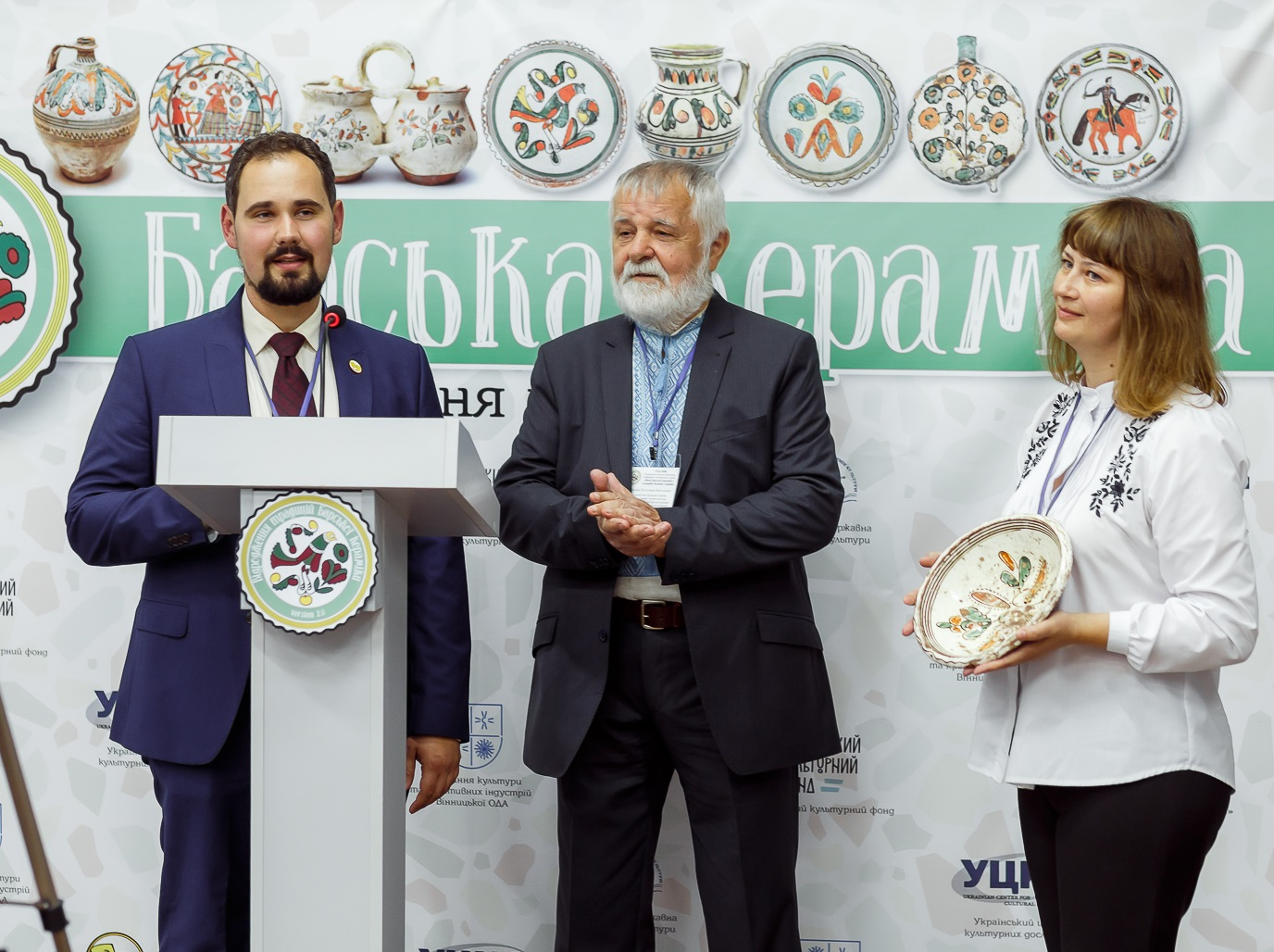
Заслужений діяч мистецтв України Володимир Титаренко в рамках всеукраїнської конференції передає в дар Народному музею Барської кераміки миску кінця ХІХ століття.

Іще одним знаковим моментом конференції стало започаткування громадської ініціативи «Народний музей Барської кераміки». Полягає вона у тому, що музей є народним не за званням чи формою, а за сутністю і до його створення може долучитися кожен охочий барчанин чи мешканець інших куточків України та світу, який має сантимент до Бару та його славнозвісної кераміки. Одразу під час конференції фонди народного музею поповнилися першими експонатами: заслужений діяч мистецтв України Володимир Титаренко урочисто передав в дар музею барську миску кінця ХІХ століття, а доктор культурології, завідувач кафедри історії, мистецтвознавства та пам'яткознавства ХДАК Анатолій Щербань подарував барчанам мисочку та глечик-монетку із села Бирлинці-Лісові (сучасне Лісове Копайгородської селищної територіальної громади). Також до зібрання народного музею увійшли барські баньки початку ХХ століття, виявлені командою проєкту в ході науково-пошукових експедицій Вінниччиною та подаровані Надією Ластовляк і родиною Біньковських із с. Горай та директоркою будинку культури с. Вербовець Світланою Боржемською (Мурованокуриловецька селищна територіальна громада).

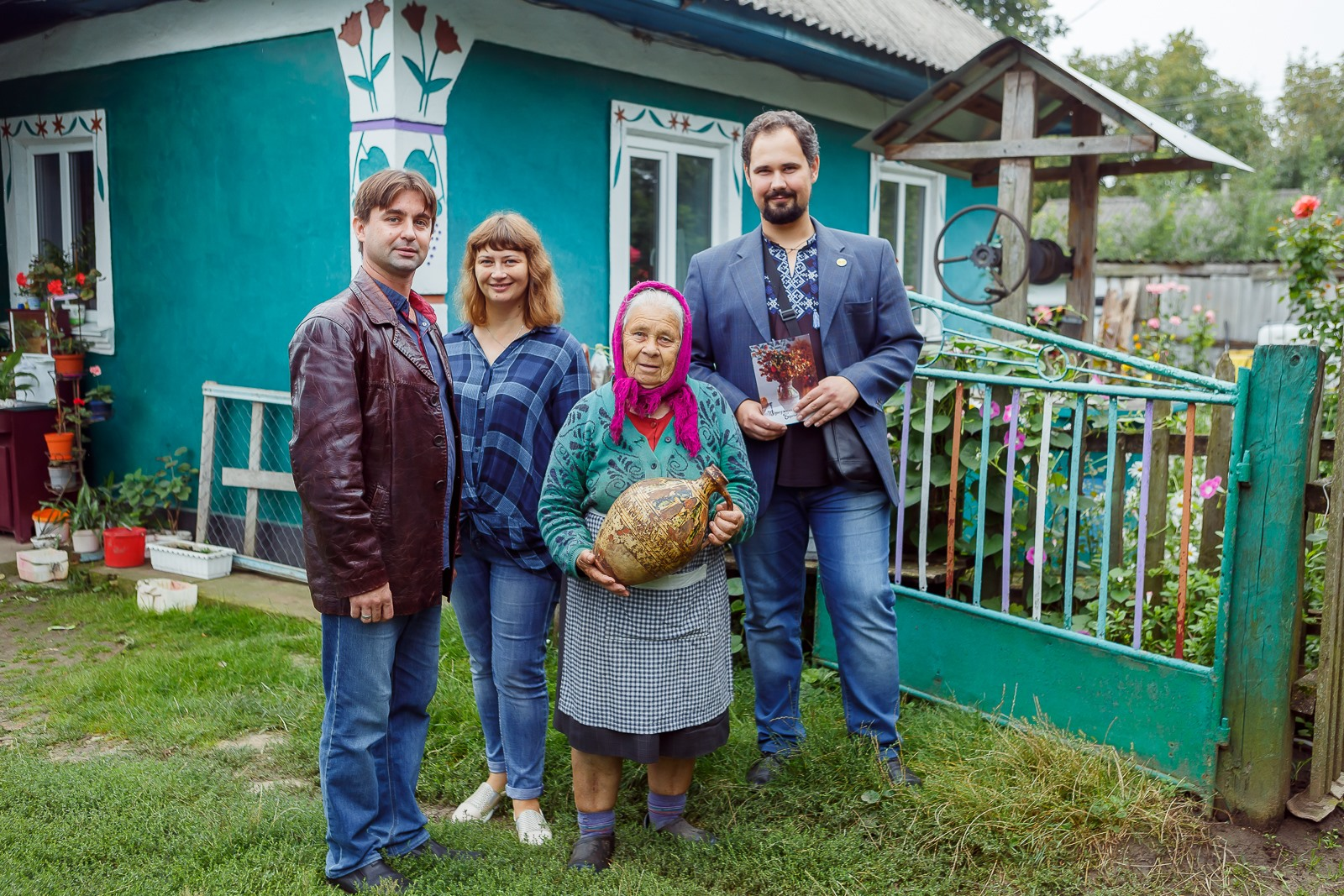
Учасники науково-пошукової експедиції в рамках проєкту «Відродження традицій Барської кераміки v.2.0» з мешканкою с. Горай Надією Ластовляк (2021 р.)

Науково-пошукова експедиція музеями України та населеними пунктами Вінницької та Хмельницької областей стала окремим розділом проєкту «Відродження традицій Барської кераміки v.2.0», адже мала вагоме практичне значення. Зокрема, в ході експедиції команда проєкту провела фотофіксацію понад 200 зразків Барської кераміки у фондах музеїв, світлицях навчальних закладів, приватних зібраннях Вінницької, Київської, Житомирської, Львівської областей  (як уже відомих, так і щойновиявлених). Загалом, команда проєкту відвідала в ході експедиції понад 30 населених пунктів. Переглянути зафіксовані зразки можна на сайті «Віртуальний музей Барської кераміки», що був розроблений Агенцією сталого розвитку «АСТАР» на замовлення ГО «Барський МХАТ».

## Віртуальний музей
В рамках реалізації проєкту «Відродження традицій Барської кераміки v.2.0» було розроблено сайт «Віртуальний 3-D музей Барської кераміки». Унікальність сайту полягає в концепції: де б не знаходився виріб барських майстрів-гончарів, від національного музею до приватної колекції та світлиці сільської школи, це в першу чергу культурна спадщина Бару та експонат Віртуального музею Барської кераміки. Станом на лютий 2022 року на сайті розміщено зображення та опис понад 130 зразків Барської кераміки з музеїв та приватних колекцій України, а також інформацію про заклади, де вони зберігаються, дані про майстрів, що працюють у стилістиці Барської кераміки, відеозаписи лекцій та майстер-класів з гончарного мистецтва, аудіозаписи зразків фольклору Поділля на тему гончарства. Кращі експонати Віртуального музею оформлено у якості 3-D моделей.
Розробка віртуального музею здійснена Центром візуальних комунікацій Агенції сталого розвитку «АСТАР» на замовлення ГО «Барський МХАТ» за фінансової підтримки Українського культурного фонду. Відвідати Віртуальний музей можна за адресою: www.barceramic.org.ua [Архівовано 21 лютого 2022 у Wayback Machine.].

## Місця збереження
Барська кераміка ще на початку ХХ ст. викликала особливий інтерес у етнографів та колекціонерів. Вироби барських майстрів демонстрували на виставках у столиці Російської Імперії — м. Санкт-Петербурзі та купували для музеїв. Активно вивозили зразки Барської кераміки до музеїв Санкт-Петербургу на початку ХХ ст. дослідники Кость Широцький, Олександр Прусевич, Марія Фріде та інші. Вироби барських майстрів, придбані Олександром Прусевичем, нині становлять основу колекції Барської кераміки Музею етнографії та художнього промислу Інституту народознавства НАН України (м. Львів). Завідуючий Харківським музеєм українського мистецтва професор Стефан Таранушенко, побувавши у Кам'янець-Подільському музеї у 1924 році, закупив колекцію розписних мисок з усіх важливих центрів гончарства Поділля, у тому числі з Бару. Багату колекцію виробів барських майстрів мав видатний художник Олександр Андреєв, яку у 1930 р. передав Музею антропології та етнології ім. Ф. Вовка. Після закриття музею у 1936 р. більшу частину зібрання передано до Центрального історичного музею ім. Т. Шевченка (зараз — Національний історичний музей України). У 1925—1926 роках експедицію на Поділля здійснив видатний український мистецтвознавець, історик, етнограф, археолог, музейник Данило Щербаківський. В ході експедиції було придбано велику колекцію Барської кераміки, що нині зберігається у фондах Національного музею українського народного декоративного мистецтва. Під час окупації Києва зразки декоративного мистецтва активно вивозили до м. Дрездена (Німеччина), серед них — миски та інші вироби барських гончарів. У 1948 р. більшість виробів вдалося повернути, частина з них була розбита або мала значні пошкодження. Реставрувати унікальні пам'ятки українського народного декоративного мистецтва вдалося наприкінці 1990-х рр. Нині зразки автентичної та сучасної Барської кераміки зберігаються у музеях та приватних колекціях України, Польщі, Російської Федерації, світлицях закладів культури та освіти:

### Музеї
- Вінницький обласний художній музей
- Вінницький обласний краєзнавчий музей
- Національний музей декоративного мистецтва України
- Національний музей історії України
- Український центр народної культури «Музей Івана Гончара»
- Національний музей народної архітектури і побуту України (в Пирогові)
- Національний музей-заповідник українського гончарства в Опішному
- Музей мистецької родини Кричевських (філія Національного музею-заповідника українського гончарства в Опішному)
- Музей етнографії та художнього промислу Інституту народознавства НАНУ (у Львові)
- Полтавський краєзнавчий музей імені Василя Кричевського
- Харківський історичний музей імені М. Ф. Сумцова
- КЗ «Музей хліба с. Білопілля»
- Державний історико-культурний заповідник «Буша»
- Музей історії міста Бердичева
- Барський історичний музей
- Російський етнографічний музей (м.Санкт-Петербург)
- Музей антропології і етнографії Російської академії наук (Кунсткамера), м. Санкт-Петербург
- Музей народовий у Кракові (Республіка Польща)
- Бібліотека-музей письменника М.П. Стельмаха в селі Дяківцях Літинського району Вінницької області
- Народний музей Барської кераміки (м. Бар)
- Красилівський історичний музей Хмельницької області
- Історичний музей міста Хмільник
- Музей М. С. Грушевського в с. Сестринівці (філія Вінницького обласного краєзнавчого музею)
- Музей народної архітектури та побуту імені Климентія Шептицького (м. Львів)
- Національний музей у Львові імені Андрея Шептицького
- Жмеринський міський історичний музей
- Тиврівський краєзнавчий музей
- Комунальна установа "Музей гончарства села Коболчин" Сокирянської міської ради

### Приватні колекції
- Анастасії Фоміної (м. Вінниця)
- Вікторії Ніколаєвої (м. Вінниця)
- Наталії Сенемон (м. Вінниця)
- Юлії Васюк (м. Вінниця)
- Віктора Півторака (м. Вінниця)
- Тараса Лозинського (м. Львів)
- Артура Цицюрського (м. Бар Вінницької області)
- Наталії Стрельчук (м. Бар Вінницької області)
- Антоніни Бурси (м. Бар Вінницької області)
- Барського міського художнього аматорського театру (зібрання Романа Григор'єва та Ірини Дєдової, м. Бар Вінницької області)
- Ігоря Козака (м. Бар Вінницької області)
- Сергія Бугая (м. Вінниця)
- Олексія та Людмили Альошкіних (с. Букатинка Вінницької області)
- Олександра Савенка (м. Київ)
- Андрія та Наталії Каменщик  (м. Львів)
- Анатолія Швеця (с. Скала-Подільська)

### Світлиці закладів освіти та культури
- Музей Вінницького державного педагогічного університету ім. М.Коцюбинського
- Музей-світлиця Барського фахового коледжу транспорту та будівництва НТУ
- Світлиця Барського закладу загальної середньої освіти І-ІІІ ст. № 1
- Гармацький сільський будинок культури (Барська територіальна громада Вінницької області)
- Світлиця закладу загальної середньої освіти І-ІІІ ст. села Степанки (Мурованокуриловецька територіальна громада Вінницької області)
- Сільський клуб села Горай (Мурованокуриловецька територіальна громада Вінницької області)
- Світлиця закладу загальної середньої освіти села Наддністрянське (Мурованокуриловецька територіальна громада Вінницької області)
- Бібліотека села Снітків (Мурованокуриловецька територіальна громада Вінницької області)
- Могилів-Подільський центр народної творчості

## Майстри

### XIX — поч. ХХ століття
- Павло Самолович (Самойлович)
- Пилип (Філіп) Лукашенко (1835—1920)
- Петро Маніта (1883—1953)
- Григорій та Олександр (1886—1963) Решітники
- Григорій Круликовський
- Франко і Йосип Врублевські
- Стах, Франко та Іван Желеховські
- родина Степанкевичів
- родина Демковичів
- родина Кондрацьких
- родина Височанських
- родина Лясковських
- родина Халабуд

### ХХІ століття
- Людмила Леонідівна Філінська (нар. 1946) — майстриня гончарного мистецтва, член Національної спілки майстрів народного мистецтва України.
- Вікторія Володимирівна Ніколаєва (нар. 1978) — майстриня гончарного мистецтва, засновниця Арт-простору «ЕтноЧари».
- Михайло Володимирович Діденко (нар. 1992) — майстер гончарного мистецтва, керівник гуртка «Кераміка та гончарство» Вінницького міського палацу дітей та юнацтва ім. Лялі Ратушної, співзасновник керамічної майстерні «Ївга».
- Сергій Миколайович Погонець (нар. 1970) — майстер гончарного мистецтва, член Національної спілки майстрів народного мистецтва України.
- Світлана Федорівна Погонець (нар. 1973) — майстриня гончарного мистецтва, член Національної спілки майстрів народного мистецтва України.
- Ольга Олександрівна Цибуля (нар. 1996) — майстриня гончарного мистецтва, майстер виробничого навчання Львівської національної академії мистецтв, майстер Арт-Простору «ЕтноЧари».
- Лавренюк Наталія Іллівна (нар. 1975) — викладач Тульчинського фахового коледжу культури, член Національної спілки майстрів народного мистецтва України.
- Василь Степанович Рижий (нар. 1964) — викладач Тульчинського фахового коледжу культури, член Національної спілки майстрів народного мистецтва України.
- Володимир Тихонович Слубський (нар. 1955) — майстер гончарного мистецтва, член Національної спілки майстрів народного мистецтва України.
- Максим Анатолійович Біньковський (нар. 1984)  – керівник навчально-показової майстерні-студії народних художніх промислів «БарВінОк».
- Тетяна Петрівна Біньковська (нар. 1986) — викладач навчально-показової майстерні-студії народних художніх промислів «БарВінОк».
- Інна Сергіївна Зінчук (нар. 1986) — учитель трудового навчання Барського закладу загальної середньої освіти І-ІІІ ст. № 3.

## Відомі дослідники
- Олександр Миколайович Прусевич (1878—1944) — польський історик, етнограф, природознавець, бібліограф, музеєзнавець, дослідник Поділля.
- Олександр Олександрович Андреєв (1887—1941) — російський, радянський живописець, сценограф, член Ленінградського Союзу художників.
- Марія Олексіївна Фріде (1889 — ?) — етнограф, старший науковий співробітник Російського етнографічного музею в Ленінграді. Репресована у 1933 р. по «Справі славістів», звільнена у 1936, виїхала в Курськ. Подальша доля невідома.
- Густав Вольдемарович Брілінг (1867—1942?) — історик і етнограф, краєзнавець і художник, один з ініціаторів заснування та директор першого у Вінниці народного музею.
- Данило Михайлович Щербаківський (1877—1927) — український мистецтвознавець, історик, етнограф, археолог, музейник, педагог, громадський діяч.
- Лідія Семенівна Мельничук (1955—2005) — український історик, етнолог, краєзнавець, культуролог, керамолог, педагог; доктор історичних наук, професор.
- Василь Андрійович Гудак (нар. 1941) — український майстер художньої кераміки, мистецтвознавець, професор.
- Олександра (Леся) Степанівна Данченко (нар. 1943) — український мистецтвознавець і майстриня художньої кераміки, кандидат мистецтвознавства, член Національної спілки художників України.
- Володимир Васильович Титаренко (нар. 1943) — український мистецтвознавець, художник, заслужений діяч мистецтв України, члена правління Вінницької обласної організації НСХУ, експерт проєкту «Відродження традицій Барської кераміки».
- Олена Олександрівна Клименко (нар. 1954) — український мистецтвознавець, кандидат мистецтвознавства, науковий співробітник відділу образотворчого і декоративно-прикладного мистецтва Інституту мистецтвознавства, фольклористики та етнології ім. М. Рильського НАН України, науковий співробітник відділення керамології Інституту народознавства НАН України, науковий співробітник Національного музею-заповідника українського гончарства в Опішному.
- Галина Михайлівна Івашків (нар. 1955) — український мистецтвознавець, кандидат мистецтвознавства, старший науковий співробітник Музею етнографії та художнього промислу Інституту народознавства Національної академії наук України.
- Ірина Іванівна Бекетова — український мистецтвознавець, завідувачка відділу науково-фондової роботи Національного музею українського народного декоративного мистецтва, хранитель колекції кераміки.
- Анатолій Леонідович Щербань (нар. 1978) — доктор культурології, кандидат історичних наук, завідувач кафедри історії, музеєзнавства та пам'яткознавства Харківської державної академії культури, науковий консультант проєкту «Відродження традицій Барської кераміки».
- Раїса Петрушенко
- Людмила Грегус
- Олександр Найден

## Галерея

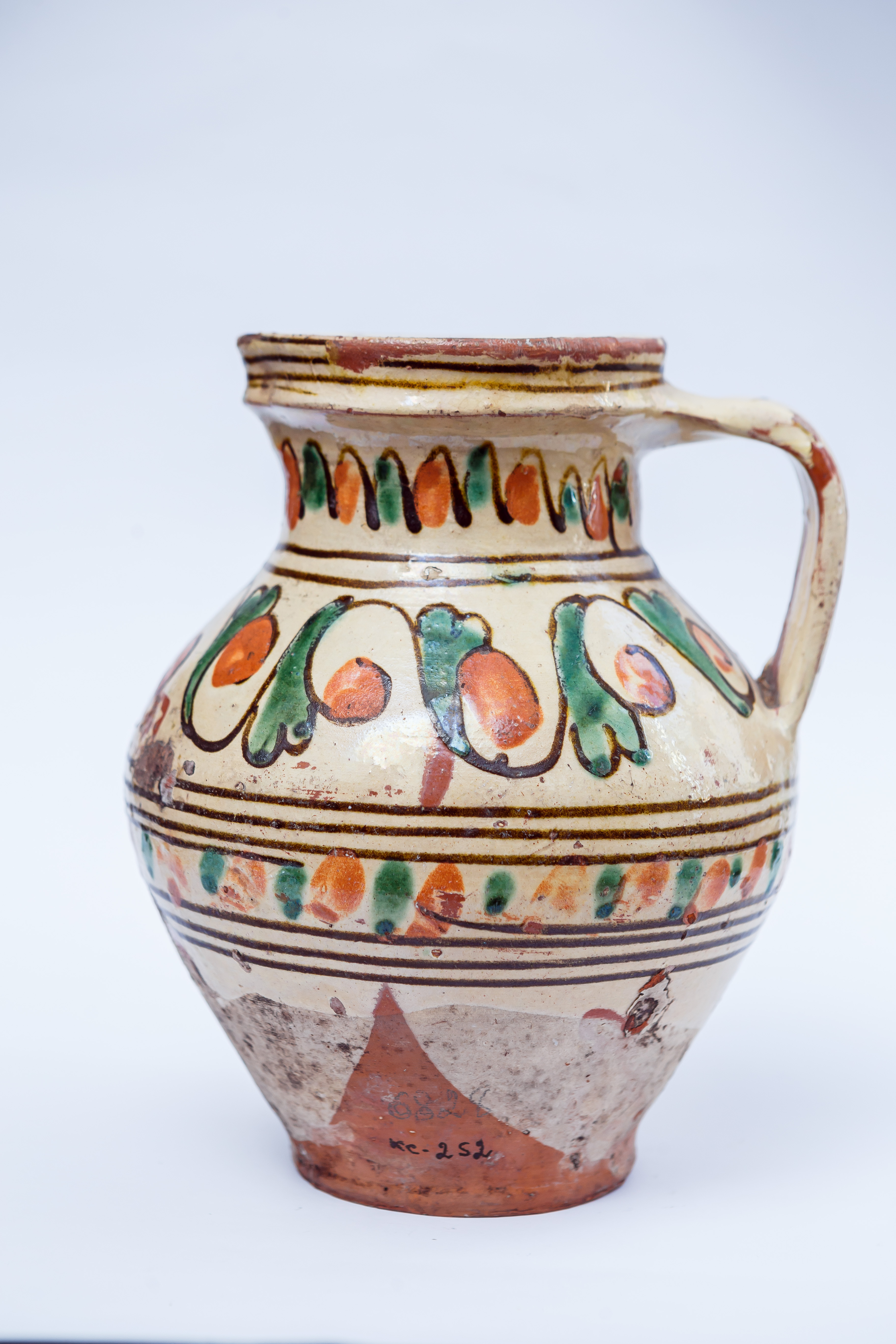
Глечик з рослинним орнаментом, Бар, поч. ХХ ст., зібрання Вінницький обласний художній музей
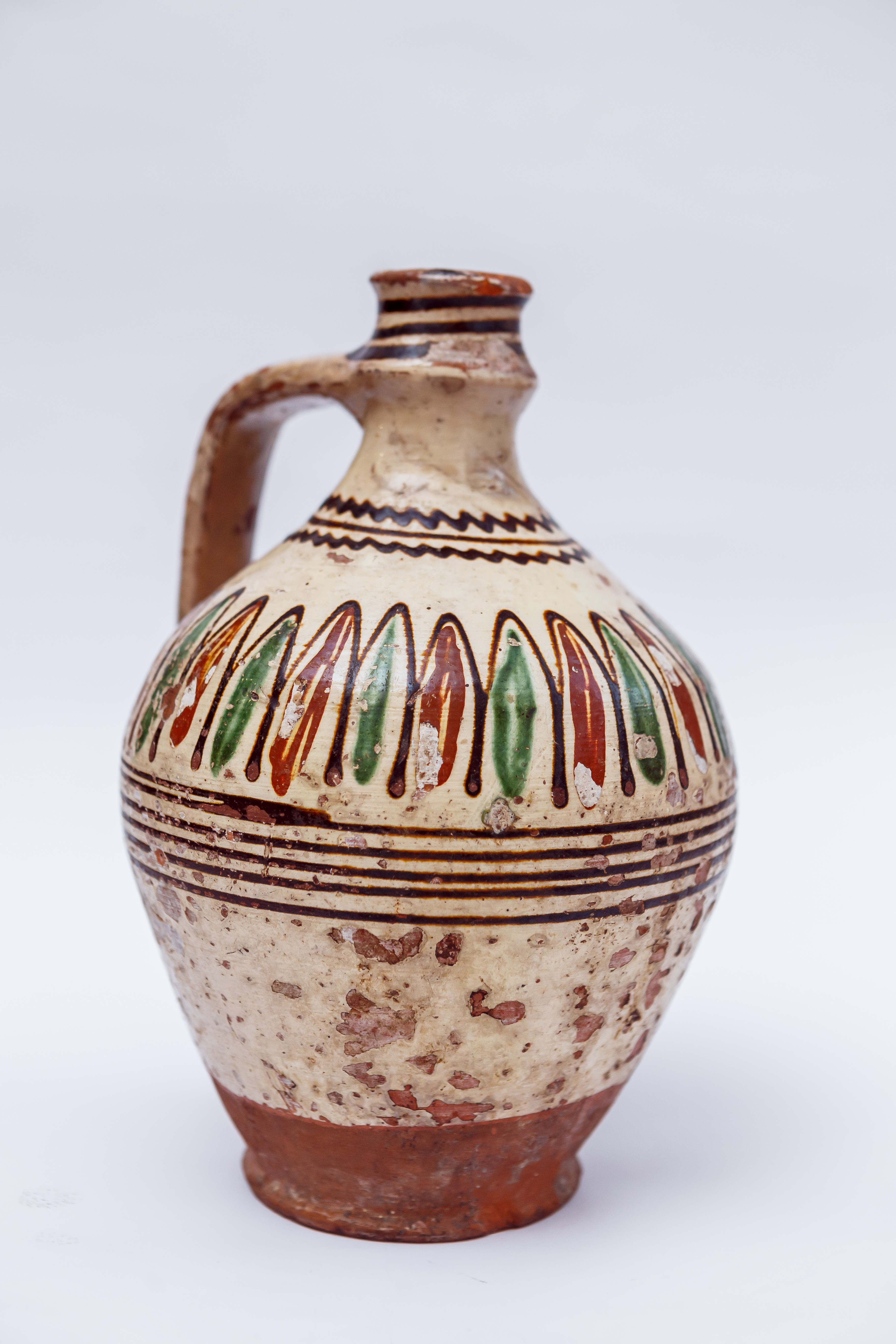
Банька з рослинним орнаментом, Бар, кін. ХІХ - поч. ХХ ст., зібрання Народного музею Барської кераміки
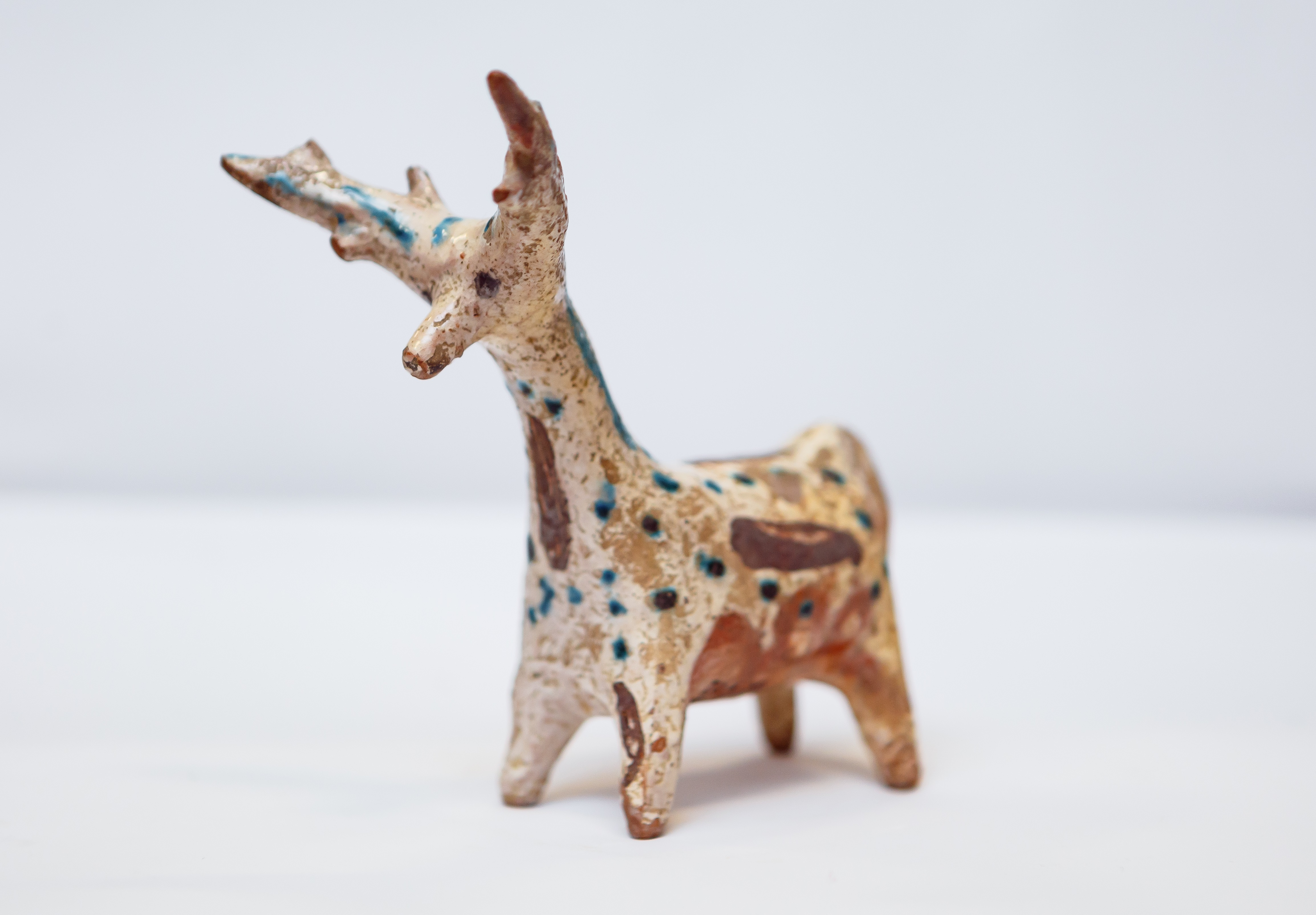
Іграшка народна "Олень", Бар, кін. ХІХ - поч. ХХ ст., зібрання Музею Івана Гончара
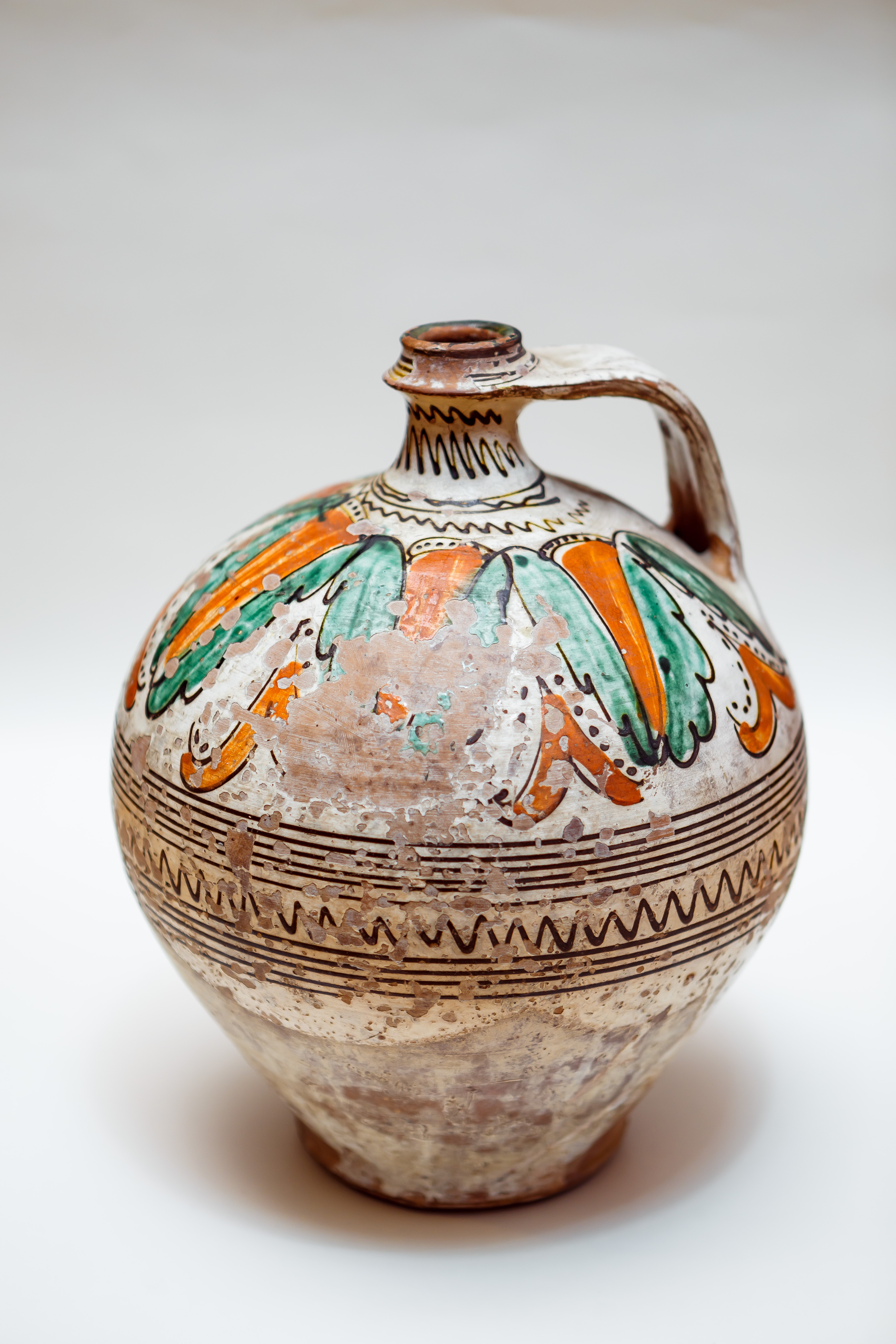
Банька з рослинним орнаментом, Бар, кін. ХІХ ст., зібрання Музею мистецької родини Кричевських (філія НМЗУГ в Опішному)
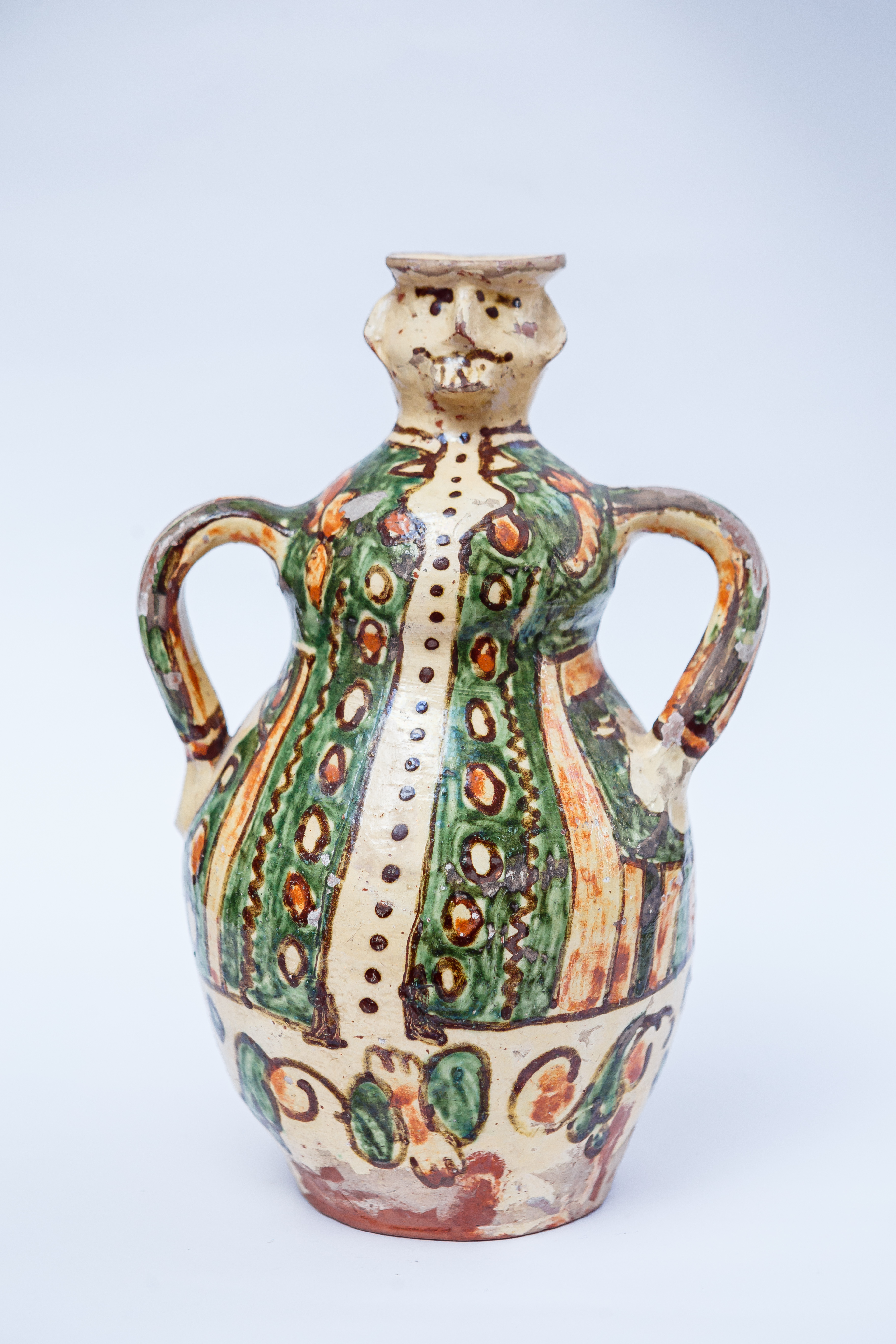
Антропоморфна ваза у вигляді чоловіка, Бар, кін. ХІХ - поч. ХХ ст., зібрання Вінницького обласного художнього музею
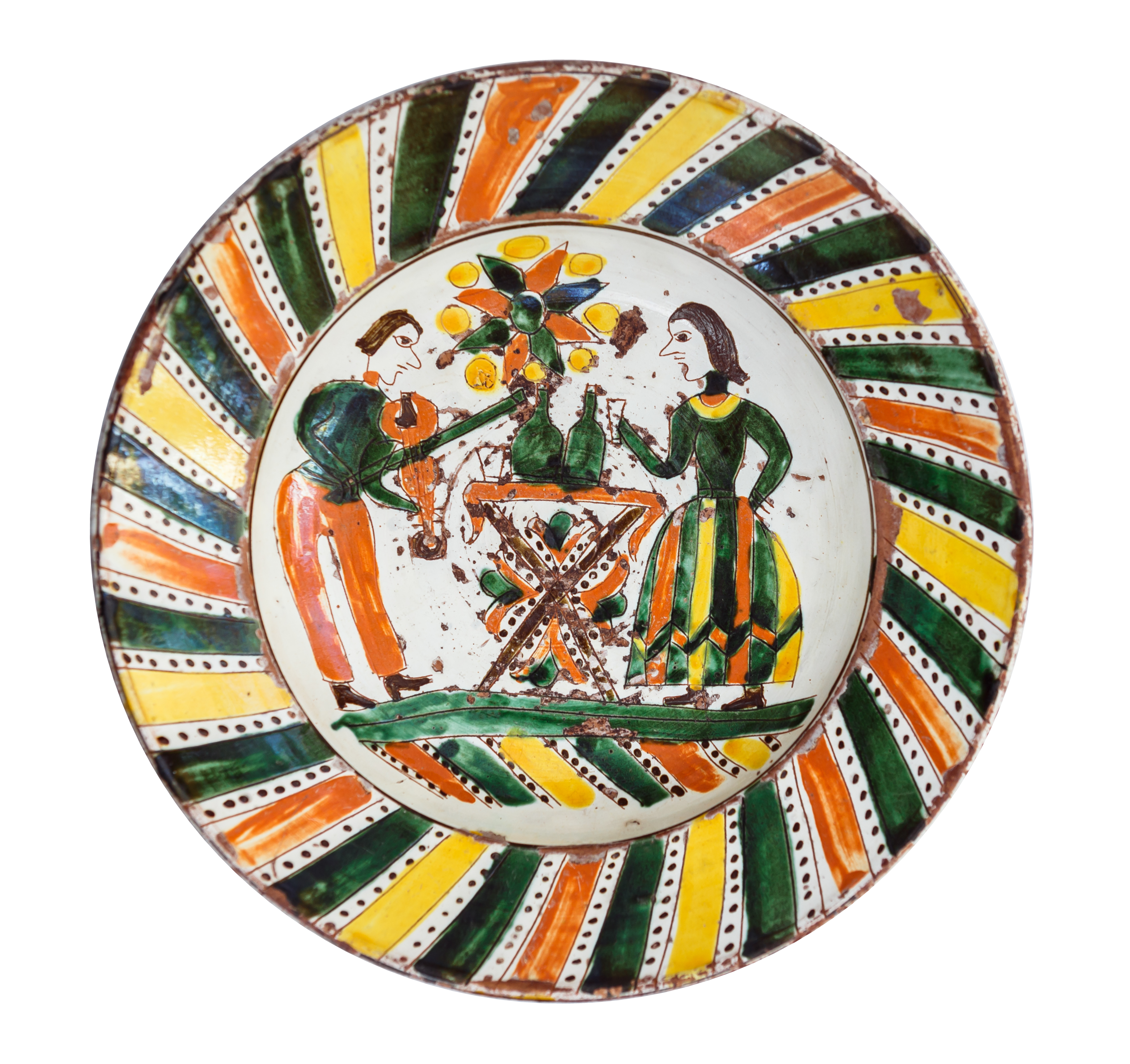
Павло Самолович (?), полумисок сюжетний "Скрипаль і панянка", Бар, кін. ХІХ - поч. ХХ ст., зібрання Вінницького обласного художнього музею
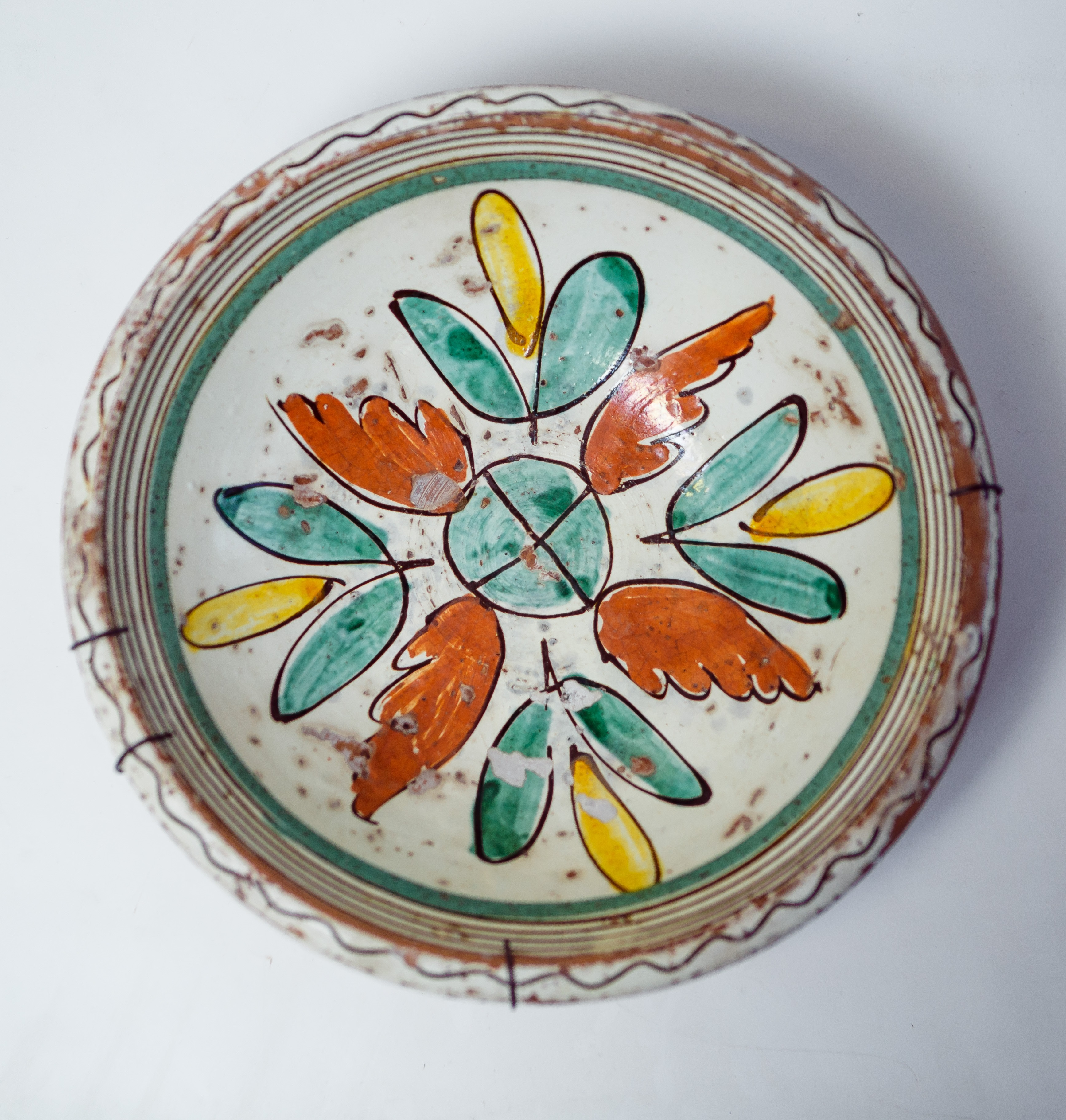
Миска з рослинним орнаментом, Бар, кін. ХІХ ст., зібрання Національного музею-заповіднику українського гончарства в Опішному
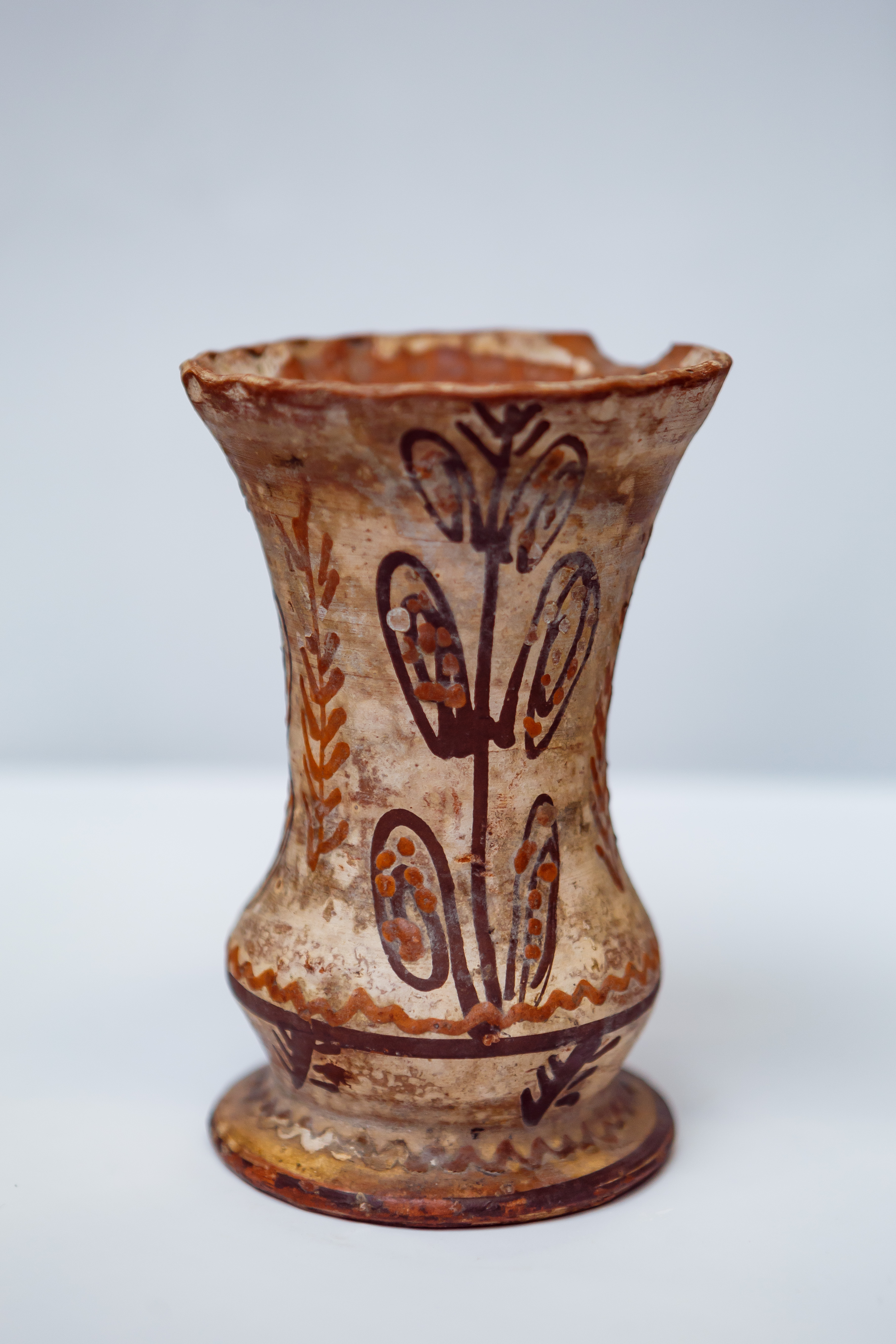
Ваза з рослинним орнаментом, Бар, кін. ХІХ ст., зібрання Музею Івана Гончара
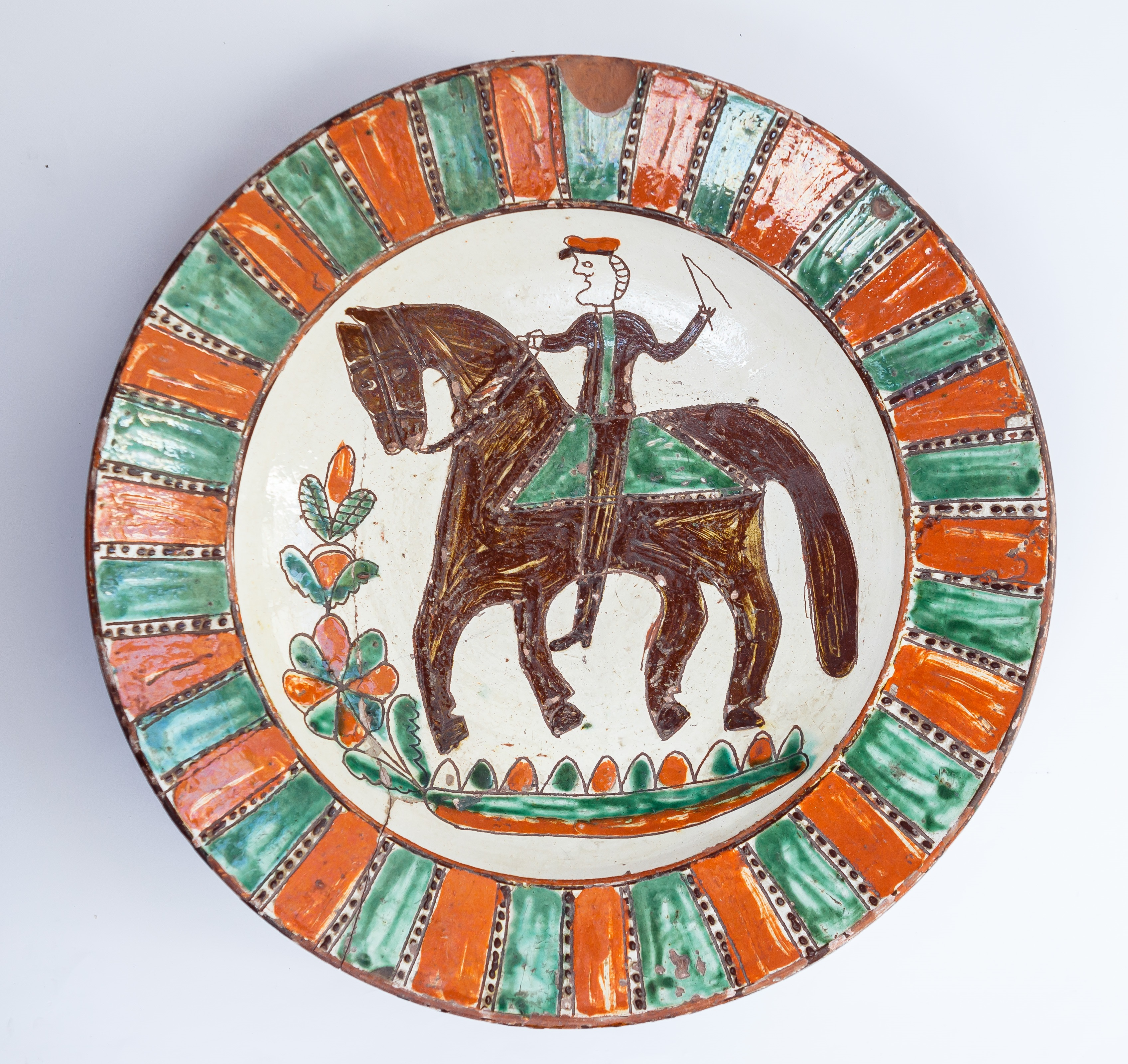
Павло Самолович, полумисок сюжетний "Вершник", Бар, кін. ХІХ - поч. ХХ ст., зібрання Вінницького обласного художнього музею